# Seconde guerre civile irakienne
Pour les articles homonymes, voir Guerre civile irakienne.
Ne doit pas être confondu avec Insurrection en Irak (1991).
Guerre d'Irak
Batailles
- Opération Southern Focus
- Opération Telic
- Umm Qasr
- Al Faw
- 1re Bassorah
- Nassiriya
- 1re Nadjaf
- Opération Northern Delay
- Opération Viking Hammer
- Samawa
- Kerbala
- Bagdad

- Sadr City
- 1re Falloujah
- 2e Nadjaf
- 1re Samarra (en)
- 2e Falloujah
- 1re Mossoul
- 1re Al-Qaïm
- 1re Tall Afar
- Opération Steel Curtain
- Massacre de Haditha
- Fusillade d'Ishaqi
- 1re Ramadi
- Offensive du Ramadan
- Diyala
- 3e Nadjaf (en)
- Bases de Bassorah
- 2e Mossoul
- Attentat de Qahtaniya
- Opération Black Eagle
- Opération Restore Peace III
- 2e Bassorah
- Opération Bashaer al-Kheir
- Opération New Dawn

- 1re Akachat
- Opération al-Shabah
- Al-Anbar
- 3e Falloujah
- 2e Ramadi
- Youssoufiya
- 2e Samarra
- 3e Mossoul
- Massacre de Badouch
- Massacre de Tikrit
- Baïji
- 2e Tall Afar
- 2e Al-Qaïm
- Massacre de Hilla
- Tikrit
- Jourf al-Sakhr
- Zoumar
- Sinjar
- Massacres de Sinjar
- Barrage de Mossoul
- Jalula
- Saqlawiya
- Massacre de Zaouïat Albou Nimr
- Mouqdadiyah
- 3e Ramadi
- Bachiqa
- Kudilah
- Tel Asqaf
- Qayyarah
- 4e Falloujah
- Khazir
- 4e Mossoul
- 1re Kirkouk
- 3e Tall Afar
- 2e Akachat
- Hawija
- 2e Kirkouk
- 3e Al-Qaïm
- Al-Jazira

La seconde guerre civile irakienne, ou seconde guerre confessionnelle irakienne,, est une phase de la guerre d'Irak qui a commencé le 30 décembre 2013 et s'est officiellement achevée le 9 décembre 2017. Elle fait suite à la première guerre confessionnelle irakienne, qui s'est déroulée de 2006 à 2009.
Après le retrait de l'armée américaine en décembre 2011, l'Irak connaît un nouveau regain de tensions confessionnelles. En 2013, des manifestations éclatent dans les provinces sunnites pour dénoncer la politique sectaire du Premier ministre irakien chiite Nouri al-Maliki. Fin décembre 2013, les djihadistes de l'État islamique en Irak et au Levant (EIIL) et quelques groupes insurgés sunnites s'emparent de la ville de Falloujah et d'une partie de l'ouest de l'Irak en profitant de la désorganisation de l'armée. Entre juin et août 2014, l'EIIL étend son territoire sur une grande partie de l'Irak lors d'une offensive foudroyante qui débute par la prise de Mossoul. Le 29 juin 2014, l'État islamique en Irak et au Levant se rebaptise « État islamique » (EI) et proclame un califat. Ses victoires et ses exactions provoquent en août 2014 la formation d'une nouvelle coalition internationale menée par les États-Unis qui fournit un appui aérien, des armes et de l'entraînement aux forces armées irakiennes et aux peshmergas du gouvernement régional du Kurdistan (GRK). Des dizaines de milices chiites se rassemblent également au sein des Hachd al-Chaabi. 
Les combats sont indécis entre l'été 2014 et le printemps 2015, mais, à partir de la fin de l'année 2015, les forces irakiennes soutenues par la coalition commencent à reprendre les principales villes conquises par l'État islamique : Tikrit en mars 2015, Baïji en octobre 2015, Sinjar en novembre 2015, Ramadi en février 2016, Falloujah en juin 2016 et Mossoul en juillet 2017. Les dernières poches de l'EI à Tall Afar, Hawija et al-Qaïm tombent entre août et novembre 2017. Le 17 novembre 2017, l'État islamique perd Rawa, sa dernière ville en Irak. Le 9 décembre 2017, après une ultime offensive dans les régions désertiques de l'Ouest, le Premier ministre irakien Haider al-Abadi annonce la « fin de la guerre » contre l'État islamique. Comme en 2009, au terme de la première guerre civile irakienne, l'État islamique est chassé des centres urbains, mais il ne disparaît pas et retourne aux actions de guérilla et au terrorisme.

## Prélude

### Poursuite des attaques après le retrait des Américains (2011-2013)

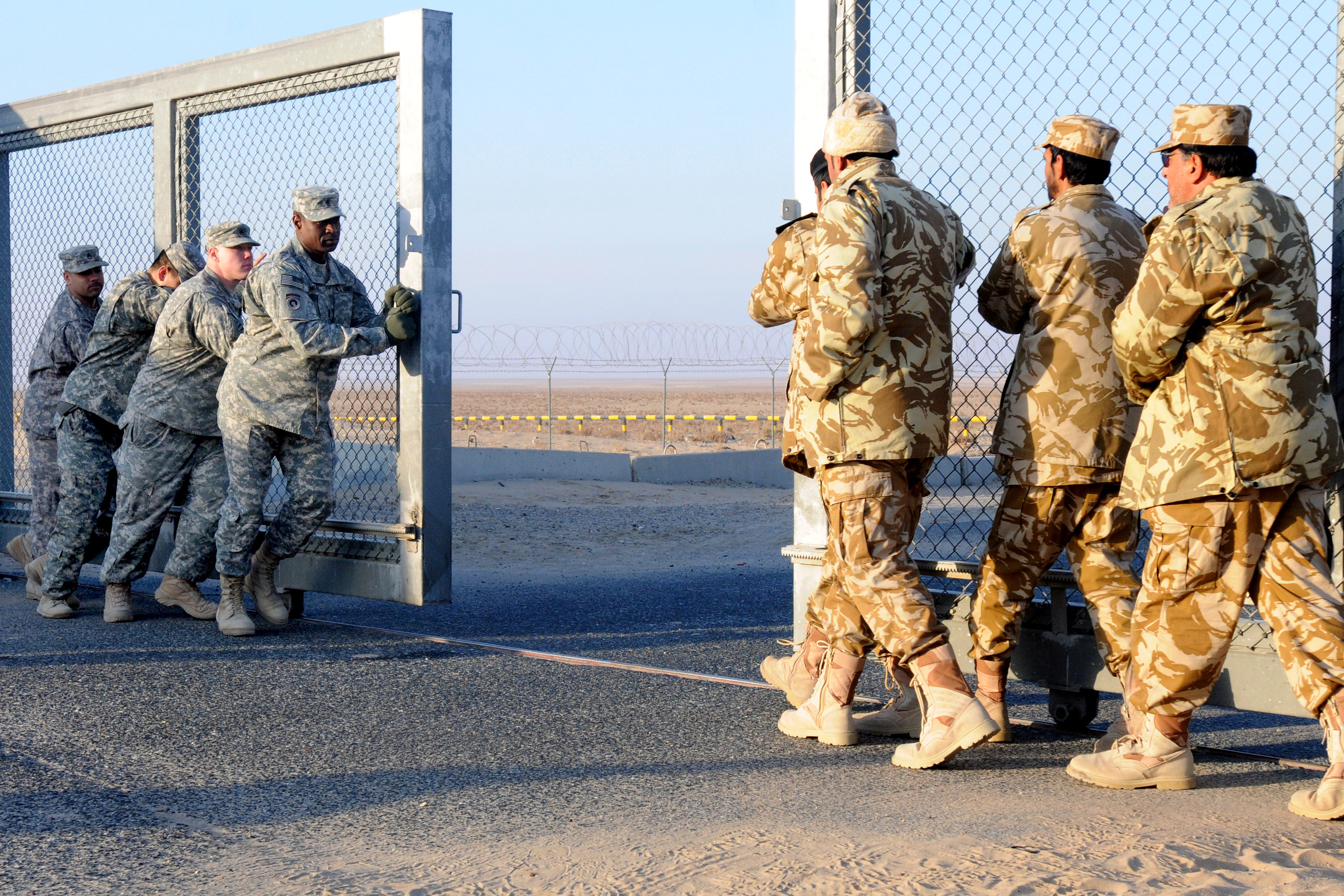
Soldats américains et koweïtiens s'unissent pour fermer le portail à la frontière entre l'Irak et le Koweït une fois le dernier convoi militaire passé marquant la fin de l'opération New Dawn, 18 décembre 2011.

Après le retraits des forces américaines, les violences entre sunnites et chiites se poursuivent ; à Bagdad d'abord où 10 attentats font au moins 63 morts et 185 blessés le 22 décembre 2011 ; 61 personnes sont tuées dans 6 attentats le 5 janvier 2012 ; et on compte 200 morts dans 14 attentats le 29 juillet 2012. Les attentats se poursuivent aussi dans tout le pays : le 23 juillet 2012, 27 attaques causent la mort de 107 personnes dans l'ensemble de l'Irak. Le 9 septembre 2012, une vague d'attentats fait au moins 108 tués et 370 blessés,,. Le 19 mars 2013 une série d'attaques coordonnées contre des civils chiites fait 98 morts et 240 blessés à Bagdad et dans les autres villes du nord du pays,. Le 17 mai 2013, plusieurs attentats à la bombe visant des sunnites font au moins 76 morts à travers le pays. Le 27 mai 2013 une série d'attaques coordonnées contre des quartiers chiites font 71 morts et plus de 220 blessés dans plusieurs villes,.
Le 18 décembre 2011, l'armée américaine achève l'opération New Dawn et retire ses dernières troupes du pays. Mais avec le début de la guerre civile syrienne, les tensions s'accroissent en Irak, du fait que Bagdad offre un soutien indirect au régime syrien, notamment en ouvrant son espace aérien aux avions iraniens transportant du matériel à destination de l'armée syrienne.
En 2012, une « armée irakienne libre » est fondée sur le modèle de l'Armée syrienne libre combattant le régime de Bachar el-Assad en Syrie.
Les groupes insurgés sunnites, principalement de l'État islamique d'Irak, concentrent alors leurs attaques contre le gouvernement central et la population chiite.
Le 4 mars 2013, un convoi de l'armée syrienne défendu par des soldats irakiens tombe dans une embuscade tendue par des djihadistes de l'État islamique d'Irak à Akashat. Le 20 mai 2013, les forces irakiennes déclenchent l'opération al-Shabah afin de sécuriser les frontières syrienne et jordanienne.
Le 21 avril 2013 la ville de Souleimane Bek, dans la province de Salah ad-Din est prise par une troupe de 175 insurgés — 150 baasistes de l'Armée des hommes de la Naqshbandiyya et 25 djihadistes de l'État islamique d'Irak selon les services de renseignements irakiens. L'armée irakienne se déploie le lendemain dans les environs et adresse un ultimatum aux insurgés en leur laissant 48 heures pour quitter la ville. Ces derniers obtempèrent et se retirent de la ville au matin du 24 avril, après avoir conclu un accord sous la médiation de chefs tribaux et de responsables du gouvernement,.
L'ONU estime que plus de 1 000 irakiens ont péri dans les violences en mai 2013, mois alors le plus sanglant du conflit depuis 2008.

### Troubles dans les provinces sunnites (2011-2013)

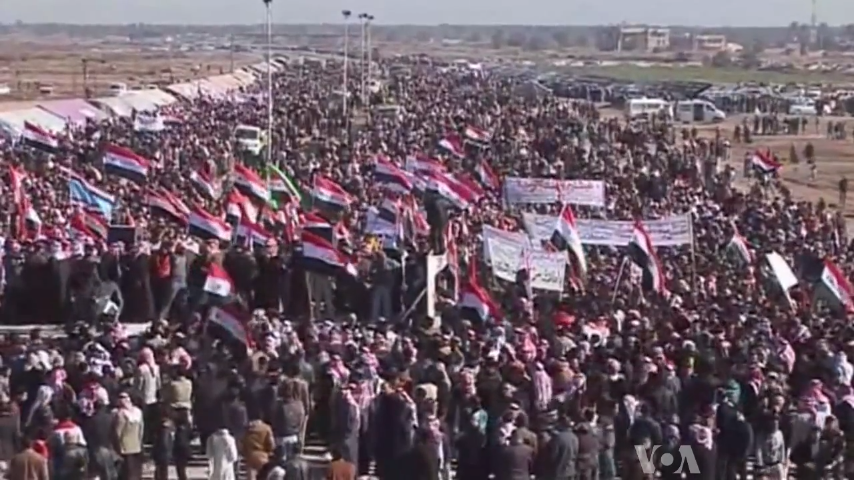
Manifestants sunnites en décembre 2012.

Malgré le départ de l'armée américaine d'Irak en décembre 2011, les violences continuent. Dès le lendemain du retrait total des forces américaines, Tareq al-Hachemi, chef du Parti islamique irakien, fait l'objet d'un mandat d'arrêt qui relance la crise confessionnelle. La politique sectaire du Premier ministre chiite Nouri al-Maliki jette ainsi de nombreux sunnites dans l'opposition, les attaques de l'État islamique d'Irak continuent de faire des milliers de morts, et les ambitions indépendantistes des Kurdes, qui ont formé un Gouvernement régional du Kurdistan autonome en 2005, se heurtent de plus en plus au gouvernement central irakien.
De nouveaux troubles éclatent en décembre 2012, après l'arrestation de 120 gardes du corps de Rafa Al-Issaoui, ministre sunnite des Finances. Ce dernier trouve refuge à Falloujah. Des milliers de sunnites manifestent alors et se rassemblent sur un axe du carrefour routier reliant Falloujah à Bagdad. Un camp est établi, surnommé « place de la Dignité » par les manifestants qui réclament la libération des plusieurs milliers de prisonniers sunnites, l'égalité des droits et l'emploi. Le mouvement reçoit le soutien de chefs de tribus et de religieux chiites, et notamment de Moqtada al-Sadr. Cependant lorsque le premier ministre Nouri al-Maliki tente d'engager des réformes, celles-ci sont bloquées par d'autres députés chiites.
Les protestataires rassemblés dans le camp viennent cependant de différents mouvements politiques, les témoins observent la présence de drapeaux irakiens de l'époque de Saddam Hussein, d'autres d'après l'invasion[pas clair], le drapeau syrien de l'Armée syrienne libre, mais aussi le drapeau noir des salafistes sont également relevés.
Malgré des heurts avec la police, les manifestations sont globalement pacifiques. Mais le 23 avril 2013, les forces de l'ordre lancent un assaut contre un campement de manifestants non loin de Hawija, près de Kirkouk, qui fait plus de 240 morts.
La violence resurgit en décembre. Le 21 décembre 2013 quatre policiers sont tués par des insurgés à Falloujah. Le 28, le député sunnite Ahmed al-Alwani (ar) est arrêté à Ramadi. Son frère et six ou cinq de ses gardes du corps sont tués au cours de l'arrestation,.

## Déroulement

### Insurrection de la province d'al-Anbar (décembre 2013)
Le 30 décembre 2013, une insurrection de tribus sunnites éclate dans la province d'Al-Anbar,. Les djihadistes salafistes de l'État islamique en Irak et au Levant (EIIL) et d'autres mouvements armés participent à ce soulèvement. 
Le 4 janvier 2014, Falloujah et plusieurs quartiers de Ramadi sont conquis par l'EIIL. L'armée irakienne intervient et reprend le contrôle de la plus grande partie de Ramadi mais n'ose lancer l'assaut sur Falloujah, qui reste assiégée.

### Offensive de l'État islamique dans le nord de l'Irak (juin 2014)
En juin 2014, l'État islamique en Irak et au Levant (EIIL) lance une grande offensive dans le nord de l'Irak. Elle commence le 5 juin par une attaque de diversion contre la ville de Samarra,. Puis le 6 juin, Mossoul est attaquée par l'EIIL et quelques autres groupes insurgés sunnites comme l'Armée des hommes de la Naqshbandiyya, l'Armée islamique en Irak ou Ansar al-Islam,,,. Les assaillants ne sont que quelques milliers face à 10 000 à 80 000 soldats et policiers irakiens,,. Pourtant, le 10 juin, au terme de combats qui ont fait plusieurs centaines de morts, la ville de Mossoul et toute la province de Ninive sont abandonnées par les forces gouvernementales en déroute,,. En quelques jours, plus de 500 000 civils fuient la ville de Mossoul, tandis qu'une autre partie de la population, excédée par les exactions commises par l'armée irakienne, accueille les djihadistes en libérateurs. Les hommes de l'EIIL hissent leur drapeau noir sur les bâtiments officiels de la ville, puis ils s'emparent de la prison de Badouch où ils délivrent les détenus sunnites mais massacrent 670 détenus chiites,,,. 
Après la chute de Mossoul, les djihadistes et les insurgés sunnites poursuivent leur offensive vers le sud de l'Irak et attaquent la province de Salah ad-Din, la province de Kirkouk et la province de Diyala. Le porte-parole de l'État islamique en Irak et au Levant, Abou Mohammed al-Adnani, exhorte alors ses troupes à marcher sur Bagdad. Le 10 juin, les djihadistes prennent sans combattre les villes de Hawija et d'al Zab, au sud-ouest de Kirkouk, et plusieurs localités environnantes. Ils s'emparent ensuite de Baïji et Tikrit le 11 juin, là encore sans rencontrer de résistance. Leur progression n'est arrêtée qu'à Samarra. Le 12 juin, l'armée irakienne abandonne Kirkouk et les peshmergas du Gouvernement régional du Kurdistan interviennent alors aussitôt pour en prendre le contrôle,. Le même jour à Tikrit, les djihadistes de l'État islamique en Irak et au Levant et les insurgés sunnites s'emparent du Camp Speicher. Les soldats irakiens se rendent, mais le lendemain les djihadistes fusillent tous ceux qui sont reconnus comme chiites. Le jour même, l'EIIL diffuse des images d'exécutions sur les réseaux sociaux et revendique le massacre de 1 700 prisonniers,,,,. Le 12 juin, Bakouba, Jalula et Saadiyah sont attaquées dans la province de Diyala,. Mouqdadiyah est assaillie à son tour le 13 juin. L'EIIL est repoussé à Bakouba le 17 juin,, mais Amerli est assiégée le 18 juin. Dans la province d'al-Anbar, l'EIIL et les insurgés sunnites attaquent le 19 juin la ville d'al-Qaïm, située sur la frontière syrienne. L'armée irakienne abandonne la ville le 21 juin, de même que Anah, Rawa et Routba qui sont toutes prises sans combat par les insurgés,,,. À l'ouest de Mossoul, les forces gouvernementales résistent huit jours à Tall Afar, mais la ville tombe le 23 juin,,. Fin juin, la progression des djihadistes s'arrête à une centaine de kilomètres au nord de Bagdad,.
Des tensions apparaissent cependant assez rapidement entre les groupes insurgés sunnites, aux idéologies parfois opposées. Ainsi le 20 juin, des combats éclatent à Hawija entre les djihadistes de l'État islamique en Irak et au Levant et les baasistes de l'Armée des hommes de la Naqshbandiyya, faisant au moins 17 morts,,
Le 13 juin, l'ayatollah chiite Ali al-Sistani appelle au djihad contre l'État islamique. Des milliers de volontaires commencent alors à rejoindre des milices sadristes ou pro-iraniennes comme l'Organisation Badr, les Brigades de la paix, les Kataeb Hezbollah, Asaïb Ahl al-Haq, Saraya al-Khorasani ou encore les Brigades de l'imam Ali. Le 15 juin, 60 à 70 de ces milices se rassemblent au sein des Hachd al-Chaabi,.

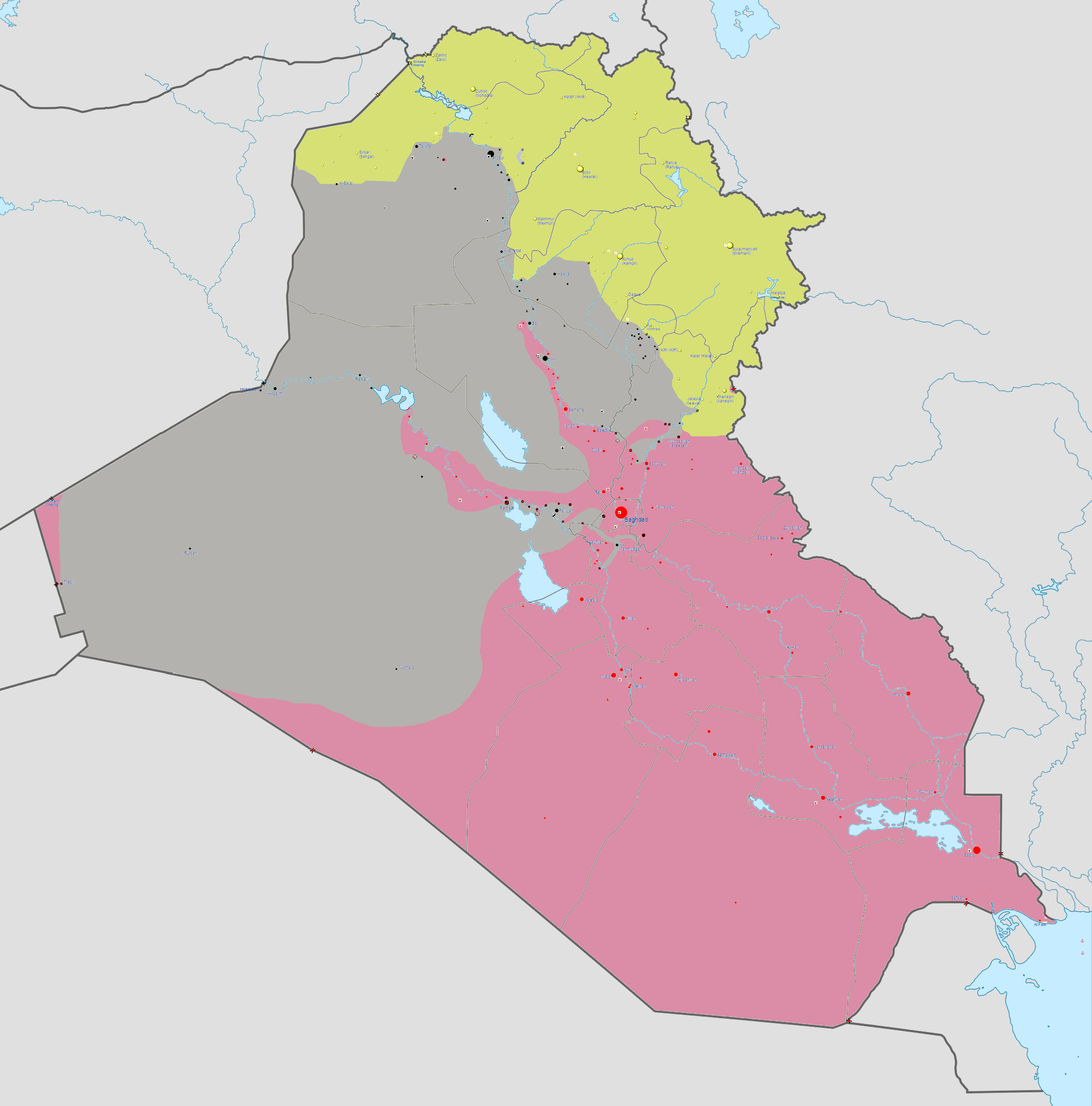
Situation de l'Irak au 1 août 2014 :
Territoire irakien sous contrôle du  gouvernement central irakien.
Région autonome sous le contrôle du gouvernement kurde irakien.
Territoire irakien contrôlé par l'État islamique (ex-EIIL) et par les rebelles sunnites.

Le 16 juin, l'armée américaine déploie 275 soldats pour protéger son ambassade à Bagdad ; de plus, l'USS Mesa Verde, avec à son bord 550 Marines et des V-22 Osprey, est envoyé dans le golfe Persique afin de disposer de renforts en cas d'évacuation de l'ambassade américaine. Le 18 juin, le gouvernement irakien demande l'aide des États-Unis, en réclamant principalement des bombardements contre les positions de l'EIIL. Le 19, le président américain Barack Obama refuse d'engager des troupes au sol mais annonce l'envoi de 300 conseillers militaires issus des United States Special Operations Command,,. De son côté, la Russie livre une commande de 12 avions Soukhoï Su-25 au gouvernement irakien. Les cinq premiers appareils gagnent l'Irak le 29 juin.
Les forces de sécurité irakiennes (en) commettent également des exactions. Selon Human Rights Watch, au moins 255 prisonniers, pour la plupart sunnites, sont exécutés par des militaires, des policiers ou des miliciens chiites entre le 9 et le 21 juin à Mossoul, Tall Afar, Bakouba, Jumarkhe et Rawa. La plupart des victimes sont exécutées par balles, plusieurs dizaines d'autres sont brûlées vives ou encore tuées à coups de grenades. Le 23 juin, à Hilla, au sud de Bagdad, 69 prisonniers sunnites sont exécutés par des policiers.
À la fin du mois l'armée irakienne tente de reprendre l'initiative. Elle lance le 28 juin une première offensive contre la ville de Tikrit,, mais elle est repoussée après deux jours de combats. Les forces gouvernementales repartent à l'assaut le 15 juillet, elles parviennent à pénétrer dans la ville, avant d'être une nouvelle fois repoussées en fin de journée,. Une nouvelle attaque lancée le 19 août échoue à nouveau,. La ligne de front se stabilise alors. Dans les mois qui suivent, l'armée irakienne mène 36 offensives pour tenter de reprendre la ville de Tikrit, sans succès.
Le 29 juin, l'État islamique en Irak et au Levant annonce le rétablissement du califat et prend officiellement le nom d'« État islamique ». Son chef, Abou Bakr al-Baghdadi, est proclamé calife et apparaît publiquement pour la première fois à Mossoul le 4 juillet 2014,,.

### Offensive de l'État islamique au Kurdistan irakien (août 2014)

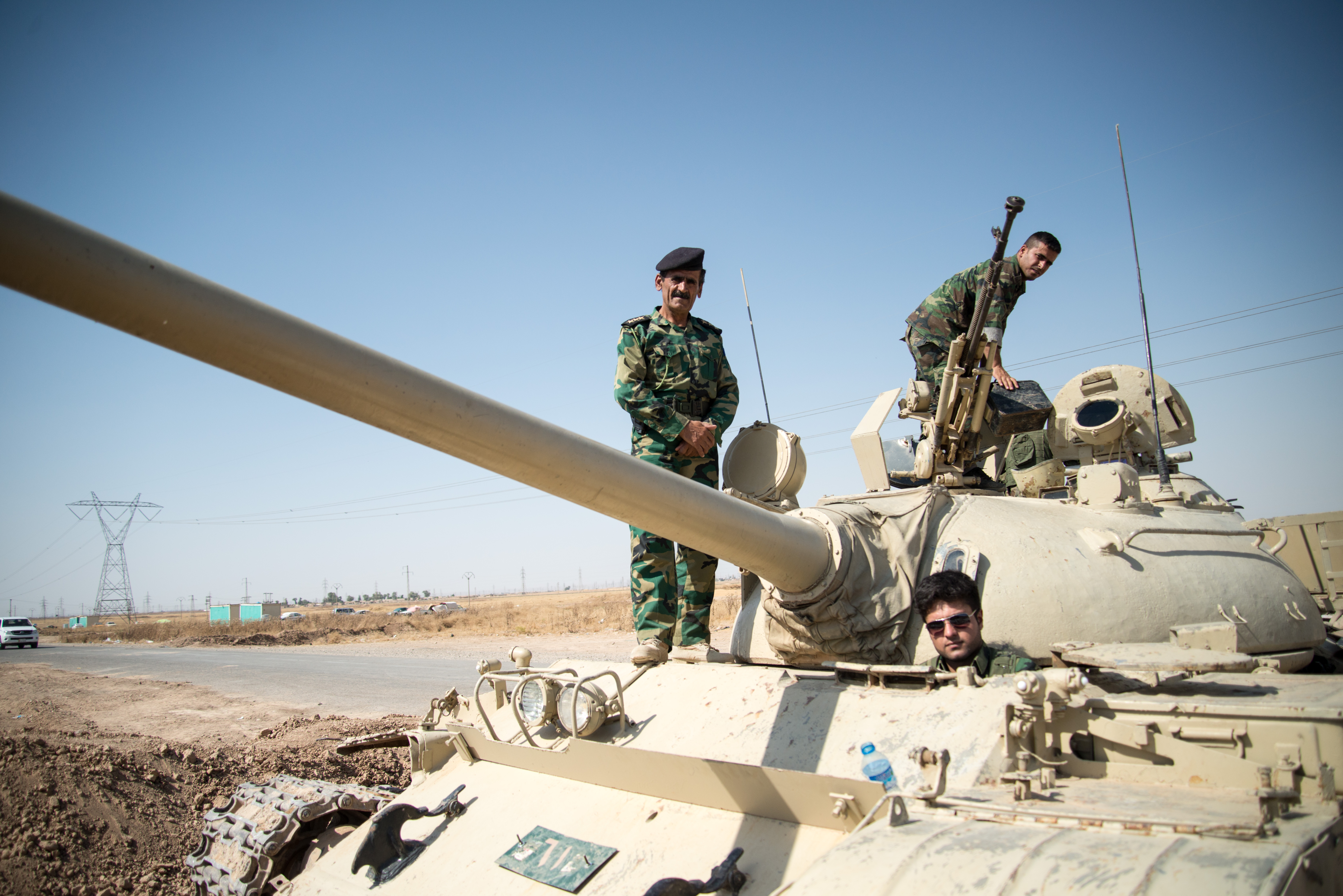
Peshmergas kurdes avec un char T-55 près de Kirkouk en juin 2014.

Les 2 et 3 août 2014, les forces de l'État islamique commencent une offensive contre le Kurdistan irakien. Les djihadistes attaquent d'abord au nord-ouest de Mossoul, et s'emparent en quelques heures des villes de Zoumar et Sinjar, abandonnées par les peshmergas qui n'opposent qu'une faible résistance. La prise de Sinjar en particulier provoque la fuite de centaines de milliers d'habitants, principalement les Yézidis et les réfugiés Turcomans chiites, considérés comme des hérétiques par les hommes de l'EI. Au cours de l'offensive, les djihadistes massacrent environ 500 à 1 500 Yézidis et enterrent sommairement leurs corps dans des fosses commune,. Les hommes adultes sont systématiquement exécutés, tandis que les femmes et les enfants faits prisonniers — au nombre d'environ 4 000 à 7 400 — sont réduits en esclavage, convertis de force à l'islam et dispersés dans les villes occupées par l'État islamique,,. Les jeunes garçons sont enrôlés comme enfants soldats, tandis que les jeunes filles sont réduites à l'esclavage sexuel,
Au cours des massacres, environ 50 000 Yézidis tentent de se réfugier dans les Monts Sinjar, mais ils se retrouvent à court d'eau, bloqués et encerclés par les djihadistes,,,. À la suite de la déroute des peshmergas, les forces kurdes des YPG et du PKK entrent en Irak le 6 août depuis la Syrie et la Turquie. Le 8 août, les États-Unis mènent leurs premières frappes aériennes. Le 14 août, le PKK et les YPG parviennent à briser le siège du Mont Sinjar et évacuer une partie des civils,. Ils s'implantent alors dans les montagnes et forment une milice yézidie, les Unités de résistance de Sinjar (YBŞ), qu'ils arment et entraînent
Le 7 août, l'État islamique attaque également à l'est de Mossoul et s'empare des villes de Tal Kayf, de Bartella, de Karamlesh et surtout de Qaraqosh, la plus importante ville chrétienne d'Irak, dont la prise provoque l'exode d'au moins 100 000 civils, principalement chrétiens mais aussi Turkmènes, Shabaks, Kakaïs et Yézidis,. Le 8 août, les djihadistes prennent également aux peshmergas le barrage de Mossoul, le plus grand d'Irak, ce qui leur permet de contrôler l'approvisionnement en eau et en électricité de la région.

### Intervention militaire de la coalition à partir d'août 2014

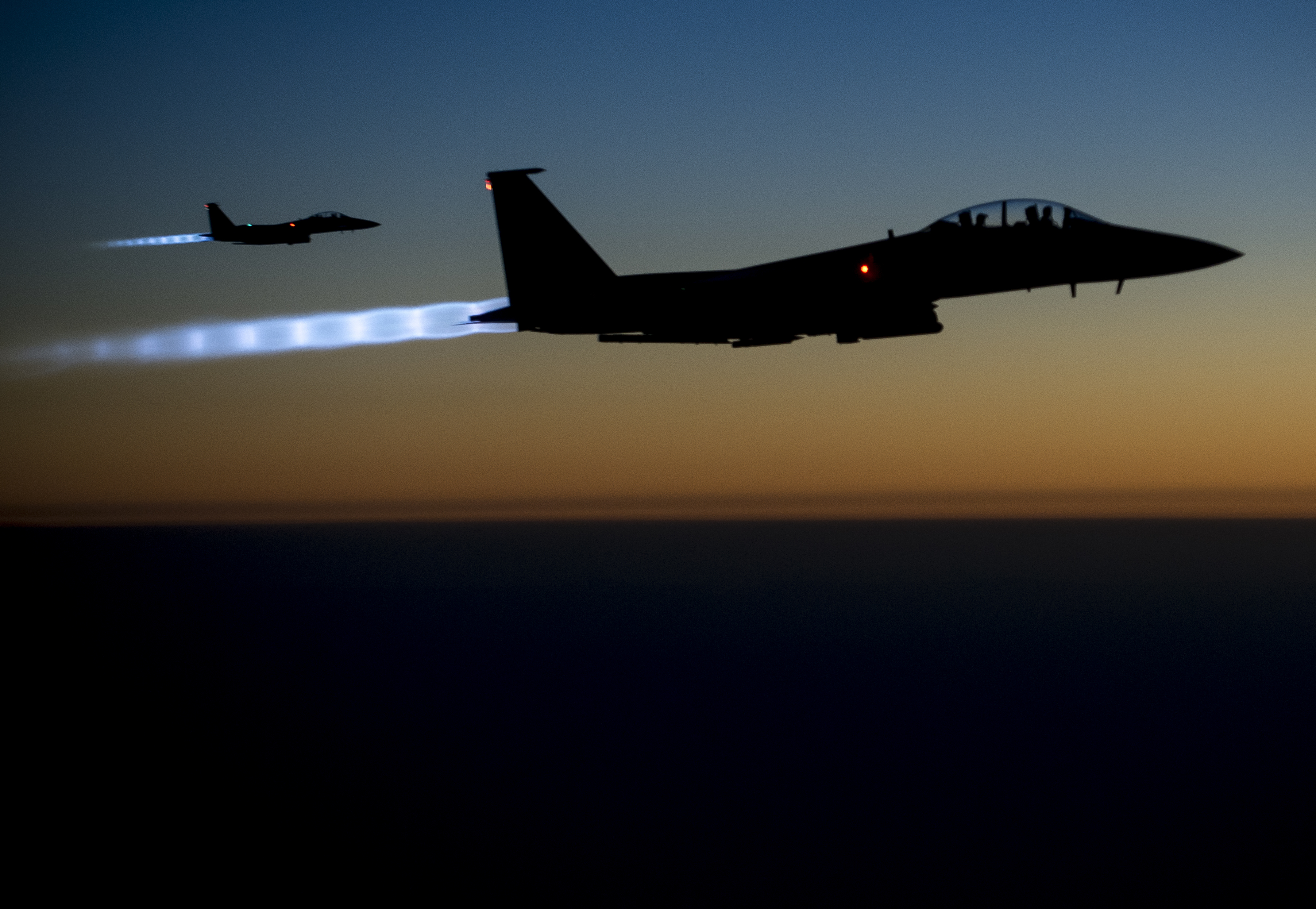
Deux F-15E Strike Eagle américains au-dessus le l'Irak, le 22 septembre 2014.

À partir de juillet 2014, plusieurs centaines de soldats américains sont déployés en Irak afin de sécuriser des sites tels que l'ambassade des États-Unis en Irak ou le consulat général d'Erbil, la capitale kurde,. 
Depuis le début de l'été 2014, les forces américaines mènent des missions de reconnaissance dans le nord de l'Irak par drones, et chasseurs McDonnell Douglas F/A-18 Hornet[réf. nécessaire].
Finalement le 8 août, devant la progression des djihadistes de l'EI au Kurdistan, les États-Unis lancent des frappes aériennes en Irak, trois ans après leur retrait du pays. Les opérations sont dirigées par un état-major de coalition, situé sur la base aérienne Al Udeid au Qatar, servi par le 380e détachement aérien expéditionnaire (Air Expeditionary Wing). Cependant, l'armée américaine ne donne initialement aucun nom à son opération, les documents du Pentagone ayant pour titre « Opération en Irak et en Syrie ». Ce n'est que le 15 octobre, que le Pentagone baptiste l'intervention Détermination absolue (Inherent Resolve).
En août 2014, la France entreprend des livraisons d'armes aux Kurdes d'Irak« pour soutenir la capacité opérationnelle des forces engagées contre l'État islamique ».
Le 15 septembre 2014, la conférence internationale de Paris s'engage à fournir « une aide militaire appropriée » à l'Irak pour lutter contre l'État islamique,.
Le 19 septembre, la France effectue ses premières frappes aériennes en Irak (Opération Chammal),. Le 26 septembre, le Royaume-Uni, la Belgique et le Danemark rejoignent la coalition. Le 27, la Royal Air Force effectue ses premières missions en Irak. Le 5 octobre, l'armée belge mène ses premières frappes,,, suivie le 7 par l'armée de l'air royale néerlandaise et le 2 novembre, par le Canada.
Le nombre de soldats de la coalition en Irak monte jusqu'à 7 000 ou 7 500 à l'été 2016, dont 4 600 à 5 000 Américains,,. En décembre 2017, le nombre de soldats américains présents en Irak est officiellement de 5 262, mais selon une source militaire américaine de l'AFP ce nombre serait en réalité de 9 000.
Selon Airwars, un collectif de journalistes d’investigation, du 8 août 2014 au 5 juin 2017, les États-Unis ont mené 8 786 frappes aériennes en Irak (soit 68 % des frappes de la coalition), le Royaume-Uni 1 348, la France 1 261, l'Australie 616, les Pays-Bas 492, la Belgique 370, le Danemark 258 et le Canada 246,,.

### Intervention iranienne
Alliée de l'Irak sans faire partie de la coalition, l'Iran déploie également des troupes en Irak. Le 21 septembre, l'Iran annonce que des soldats d'élite de la force Al-Qods sont déployés en Irak pour aider le gouvernement à lutter contre l'avancée de l'État islamique sur son territoire. Ces forces sont déployées à Samarra, Bagdad, Karbala et sur l'ancienne base américaine appelée Camp Speicher,,. Les Iraniens agissent sans se coordonner avec les Américains, le vice-commandant en chef des forces armées iraniennes, Seyed Masoud Jazayeri, déclare d'ailleurs que « La République islamique d’Iran tient pour responsables les États-Unis pour les problèmes en Irak et les agissements terroristes de Daech ». L'Iran fournit par ailleurs des armes et des conseillers à plusieurs milices chiites.
Le 28 décembre, les Gardiens de la révolution annoncent la mort d'un brigadier-général iranien, Hamid Taqwi, tué au sud de Samarra.
En février 2015, selon des responsables irakiens et kurdes, le nombre de conseillers iraniens en Irak se situerait entre 100 et quelques centaines alors que les Américains seraient environ 3 000, mais l'influence iranienne serait supérieure. Le Premier ministre irakien Haïder al-Abadi parle de l'Iran comme de sa « seconde patrie ».
L'aviation iranienne effectue ses premières frappes aériennes en Irak à la fin du mois de novembre 2014. Plusieurs F-4 Phantom sont engagés,.

### Le front nord: Lente progression des forces kurdes (d'août 2014 à décembre 2015)

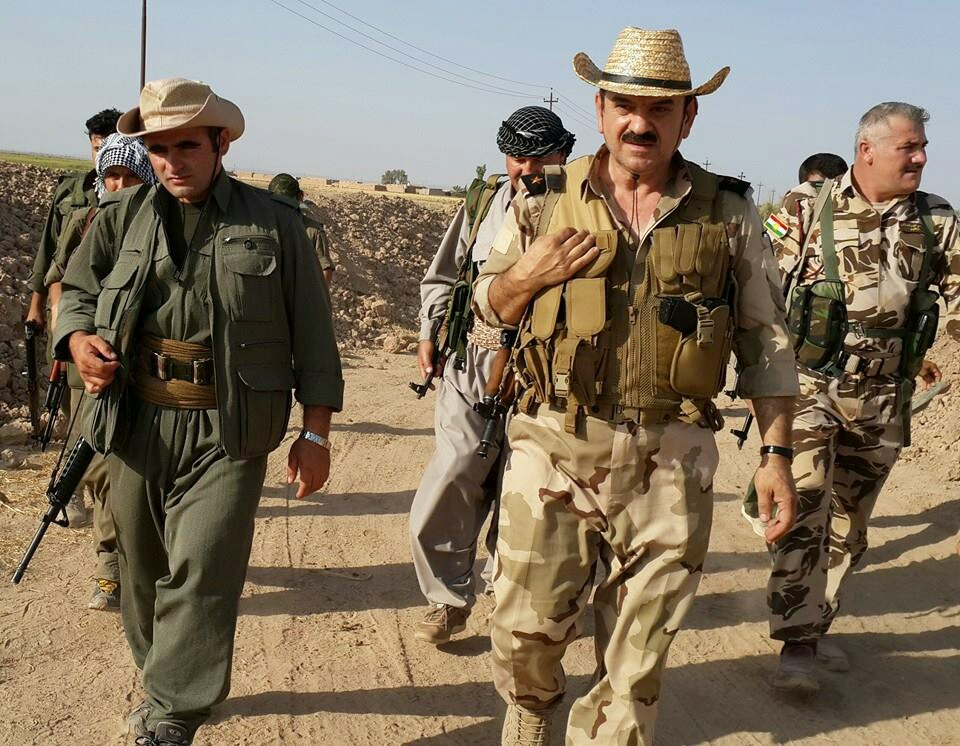
Combattants du PKK et Peshmergas de l'UPK à Kirkouk en août 2015.

Soutenus par l'aviation américaine, les peshmergas commencent la contre-attaque. Le 10 août 2014, ils reprennent les villes de Makhmour et de Gwer, situées au sud d'Erbil, puis le barrage de Mossoul le 17 août,. En revanche, ils subissent un revers près de la frontière iranienne, à Jalula, qui est conquise par les djihadistes le 11 août après deux jours de combats. Les Kurdes lancent une contre-offensive le 22 août. Jalulua est finalement reprise le 24 novembre par l'armée irakienne, les peshmergas et les miliciens chiites,.
Le 30 septembre, les peshmergas lancent une offensive sur trois fronts : au sud de Kirkouk et sur Zoumar et Rabia, près de la frontière syrienne. Rabia est reprise dès le premier jour, tandis que Zoumar repasse aux mains des Kurdes le 25 octobre après une semaine de combats à l'intérieur de la ville. Le 17 décembre, les peshmergas lancent depuis Rabia et Zoumar une nouvelle offensive en direction de Sinjar. Dès le lendemain, ils atteignent les monts Sinjar et brisent le siège que les djihadistes avaient rétabli en octobre,. Le 21 décembre, les peshmergas atteignent la ville de Sinjar. Mais une fois entrés, les Kurdes piétinent. Les combats baissent en intensité et pendant plusieurs mois le contrôle de la ville reste partagé entre les forces kurdes et les djihadistes. Selon Amnesty International, les peshmergas et les miliciens yézidis détruisent au cours de leurs offensives des milliers de maisons dans les villages arabes sunnites et interdisent à leurs habitants d'y revenir,. En janvier 2015, les peshmergas font une nouvelle avancée à l'ouest de Mossoul et coupent le 21 la route reliant cette ville à celle de Tall Afar.
Début 2015, l'État islamique lance plusieurs attaques sur les fronts près d'Erbil et Kirkouk. Le 10 janvier 2015, un assaut sur la ville de Gwer échoue, au moins 28 combattants kurdes et 45 djihadistes sont tués,. Le 30 janvier, les djihadistes lancent une offensive en direction de la ville de Kirkouk, mais ils sont repoussés le lendemain par les peshmergas, qui reprennent ensuite huit villages et un champ pétrolier. Les hommes de l'EI font cependant 21 prisonniers qu'ils font parader à la mi-février dans des cages en fer dans le district de Hawija au milieu d'une foule hostile. Le 17 février, 300 djihadistes mènent une nouvelle attaque contre Gwer et Makhmour, mais ils sont une nouvelle fois repoussés en laissant au moins 34 morts sur le terrain. En août 2015, près des villes de Gwer et Makhmour, les djihadistes tirent contre les positions kurdes une cinquantaine d'obus de mortier diffusant du gaz moutarde : 35 peshmergas sont blessés, le gaz moutarde n'a pas été utilisé en assez grande quantité pour être mortel, mais il s'agit de la première attaque chimique menée par l'État islamique en Irak,. 
Selon la Mission d'assistance de l'ONU en Irak (en) (MANUI), un massacre de 300 hommes yézidis pourrait avoir été commis à Tall Afar le 27 avril 2015. La MANUI précise cependant que cette information n'est pas confirmée.
En Turquie, l'attentat de Suruç relance le conflit kurde. La nuit du 24 au 25 juillet, l'aviation turque engage une offensive aérienne contre le PKK et commence une série de raids aériens dans les montagnes du Kurdistan irakien,. Le 25, les HPG, branche militaire du PKK, déclarent que le cessez-le-feu est rompu. Le 1er août, le Gouvernement régional du Kurdistan demanda à la Turquie de cesser ses frappes aériennes, mais il critique aussi le PKK en lui reprochant sa décision de rompre le cessez-le-feu et lui demande de quitter le Kurdistan irakien,,,.
La nuit du 25 au 26 août, les Kurdes lancent une offensive au sud de Dakouk, dans la province de Kirkouk, et s'emparent de 10 villages alors que la ligne de front n'avait presque pas évolué depuis plusieurs mois. Les combats font cinq morts chez les peshmergas,. Le 11 septembre, les peshmergas, appuyés par l'aviation de la coalition, reprennent l'offensive dans le secteur de Dakouk et reprennent 10 villages à l'EI. 13 peshmergas sont tués et 47 blessés, principalement par explosifs. Le 29 septembre, 3 500 peshmergas soutenus par l'aviation de la coalition attaquent à nouveau les lignes de l'EI à l'ouest de Kirkouk ; c'est la 4e offensive kurde dans ce secteur depuis mars 2015. Les peshmergas reprennent 12 villages et se rapprochent de Hawija, principale base de l'EI dans la province de Kirkouk.
Le 22 octobre, les peshmergas, soutenus par des hélicoptères et des forces spéciales américaines, mènent une opération à Hawija, au sud-ouest de Kirkouk. 70 prisonniers de l'EI menacés d'exécutions sont délivrés, un soldat américain est tué, tandis que les djihadistes laissent au moins 20 morts et 5 ou 6 prisonniers,,,. 

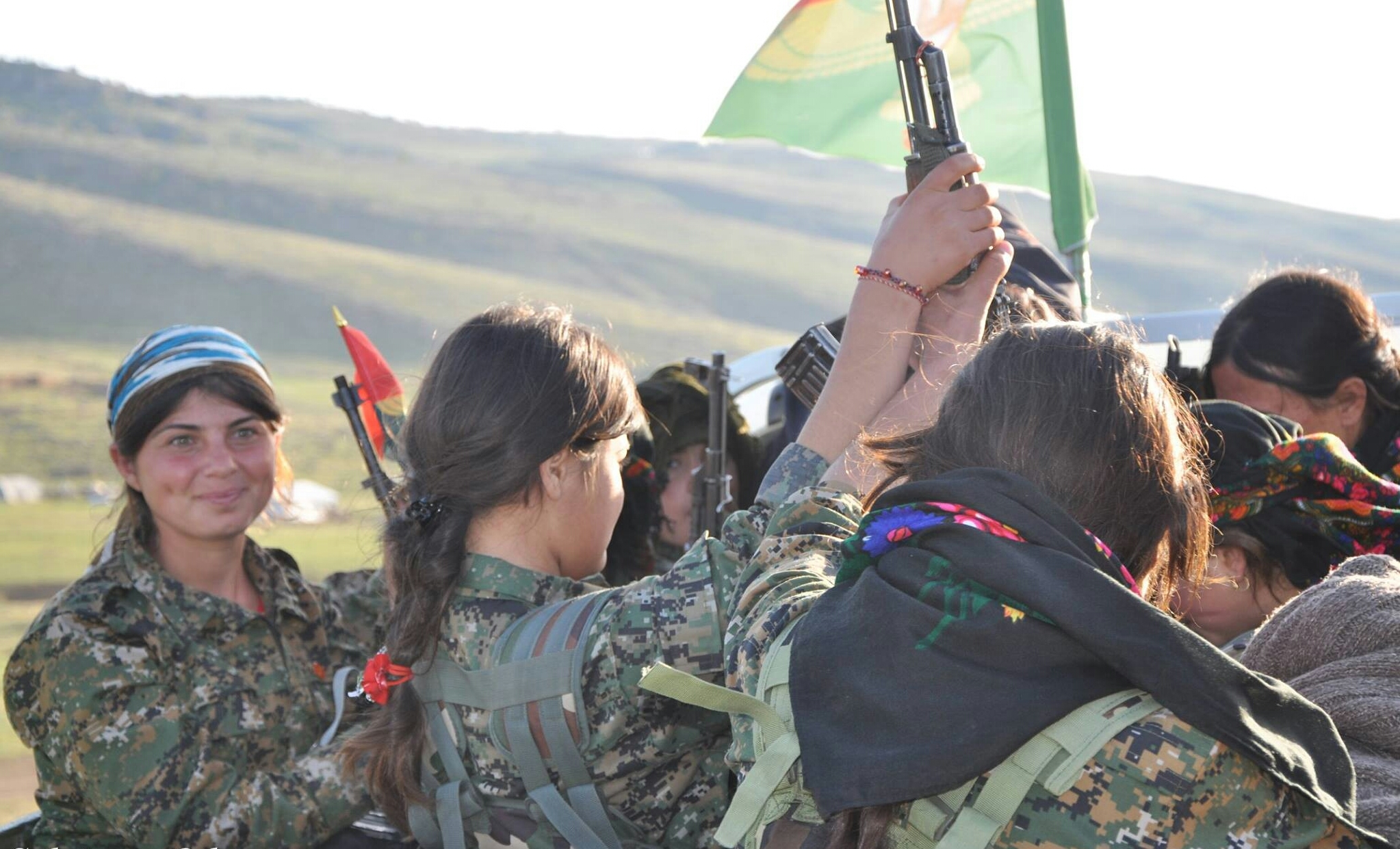
Combattantes yézidies des YBS en 2015.

Le 12 novembre 2015, 7 500 peshmergas, les milices yézidis, les YPG et le PKK, appuyés par l'aviation de la coalition, lancent l'offensive décisive contre l'État islamique dans la ville de Sinjar. Elle est menée alors qu'au même moment en Syrie, les Forces démocratiques syriennes, dont les YPG constituent la force principale, mènent une offensive dans la zone de al-Hol, près de la frontière irakienne. Le 13 novembre, Sinjar est reprise par les Kurdes,.
Le 4 décembre 2015, 150 à 300 soldats de l'armée turque entrent en Irak avec 20 à 25 chars et gagnent le camp militaire de Bachiqa, au nord-est de Mossoul, pour protéger des conseillers militaires turcs chargés d'entraîner les peshmergas et des miliciens arabes sunnites. Ce déploiement se fait avec l'accord du Gouvernement régional du Kurdistan, mais il provoque les protestations du gouvernement irakien à Bagdad qui demande un retrait immédiat des troupes turques, ce qu'Ankara refuse,. Le 16 décembre, environ 500 hommes de l'État islamique mènent une offensive contre des positions kurdes dans la province de Ninive, et particulièrement sur le camp de Bachiqa. Cependant les peshmergas, soutenus par les Turcs et les avions de la coalition, repoussent les assaillants qui laissent 187 à 250 morts,,.

### Le front central: Progression des forces irakiennes dans les provinces de Salah ad-Din et Diyala (de juillet 2014 à décembre 2015)

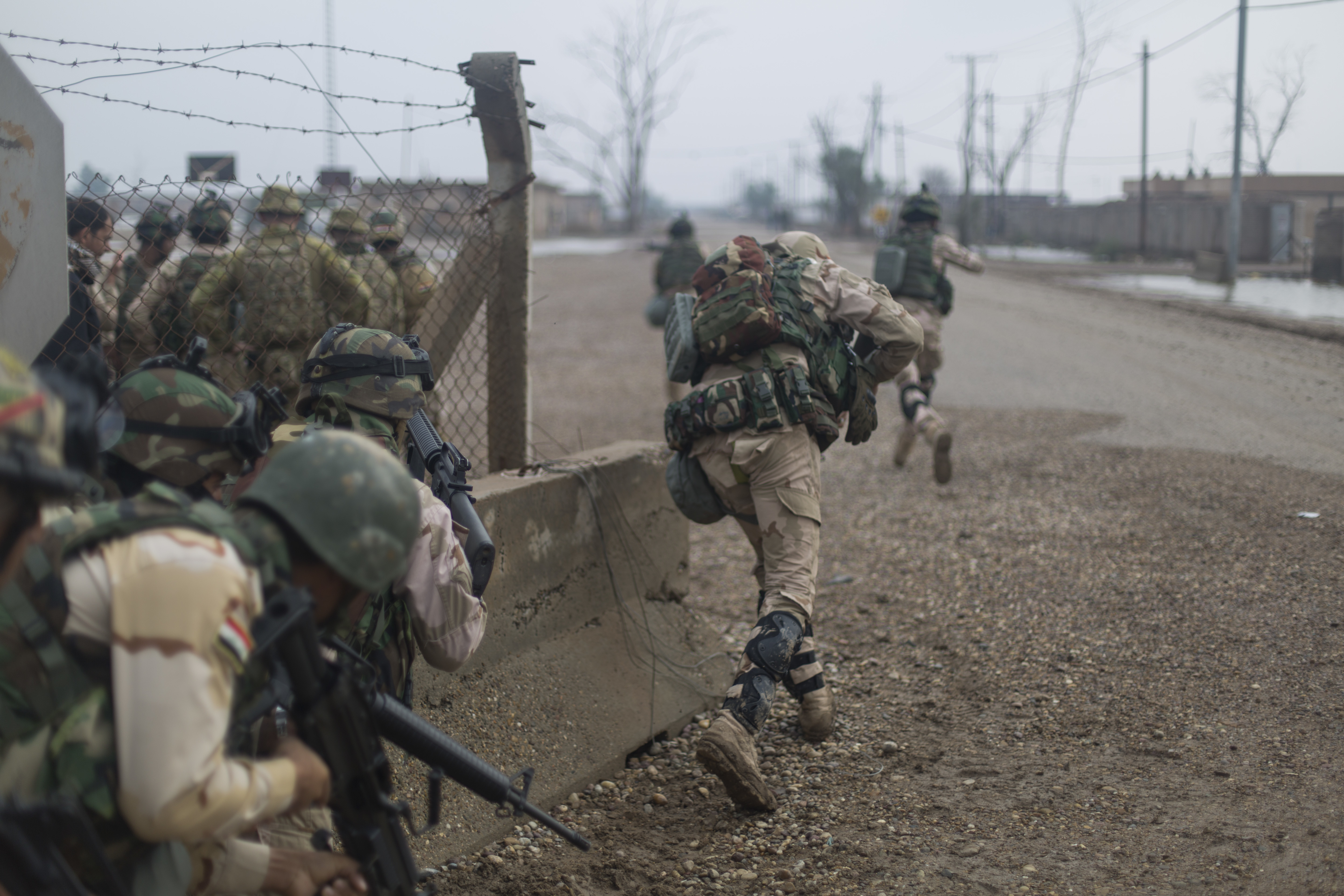
Des militaires irakiens de la 71e brigade à l'entraînement avec des militaires américains à Camp Taiji, dans la province de Bagdad, le 18 novembre 2015.

Dans le centre de l'Irak, les forces armées irakiennes et les milices chiites rassemblées au sein des Hachd al-Chaabi, parviennent à partir de juillet 2014 à contenir les offensives de l'État islamique, puis à reprendre le terrain perdu. 
Le 13 juillet 2014, l'État islamique attaque la ville de Dhoulouiyah, entre Samarra et Bakouba, défendue par les combattants de la tribu des al-Joubour. Les djihadistes s'emparent de la majeure partie de la ville, mais les combattants tribaux résistent pendant plusieurs mois, jusqu'à ce qu'une contre-offensive de l'armée irakienne ne repoussent les djihadistes hors de la ville le 30 décembre,. 
Vers fin juillet, les djihadistes attaquent également Jourf al-Sakhr, au sud-ouest de Bagdad, avec pour objectif d'isoler la capitale et de couper la route de Kerbala. Mais là aussi, les troupes irakiennes résistent, jusqu'à ce qu'une contre-offensive menée par 6 000 miliciens chiites ne permettent aux forces gouvernementales de reprendre le contrôle de la ville le 25 octobre,,.
Le 22 août, à Hamrine près de Bakouba, 70 hommes sont massacrés lors de l'attaque d'une mosquée sunnite commise probablement par des miliciens chiites,. 
Fin août, l'armée irakienne, les Hachd al-Chaabi et les peshmergas organisent une offensive pour secourir Amerli, une ville de la province de Salah ad-Din peuplée principalement de Turkmènes chiites, encerclée depuis le 18 juin par l'État islamique. Ils parviennent à briser le 31 août et à secourir les habitants menacés par la famine et la pénurie d'eau,,,. Dans la foulée, les combattants kurdes et les miliciens chiites reprennent la ville de Souleimane Bek aux djihadistes.
Le 26 janvier 2015, l'armée irakienne reprend la ville de Mouqdadiyah après quatre jours de combats. Elle affirme alors avoir repris le contrôle total de la province de Diyala. Le même jour, des miliciens chiites fusillent au moins 56 à 77 civils sunnites dans le village de Barwana,,. 

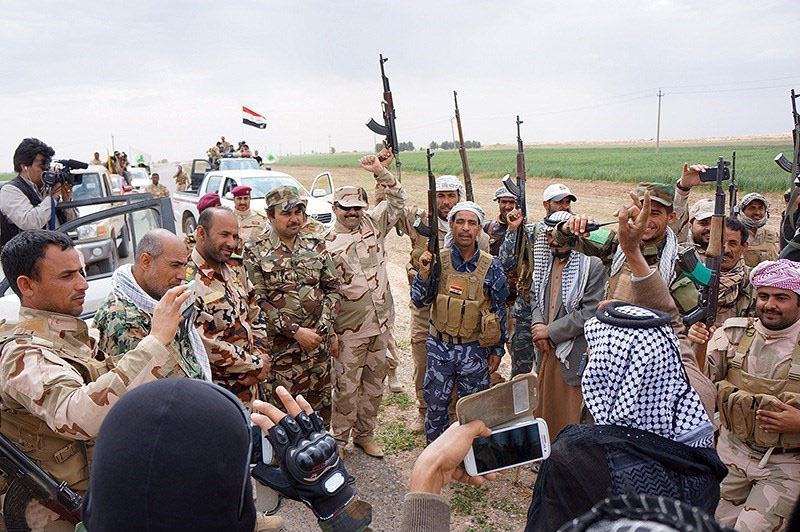
Des militaires irakiens et des miliciens d'Asaïb Ahl al-Haq dans la province de Salah ad-Din en avril 2016.

Le 2 mars 2015, 27 000 hommes de l'armée irakienne, des Hachd al-Chaabi et des diverses milices lancent une grande offensive sur la ville Tikrit avec l'appui des forces aériennes de la coalition,. Les forces irakiennes entrent dans la ville le 11 mars . Le 31 mars, Tikrit est entièrement reprise, cependant elle est détruite à plus de 50 % par les combats et pillée par les Hachd al-Chaabi,,,. 
Les combats les plus acharnés ont lieu à Baïji, pour le contrôle de la ville et de sa raffinerie, la plus grande d'Irak. La ville tombe rapidement aux mains de l'État islamique le 11 juin 2014, mais les soldats irakiens résistent dans la raffinerie. Pendant plusieurs mois, les djihadistes tentent de les y déloger mais sans succès,. L'armée irakienne contre-attaque en novembre et reprend la ville en quelques jours,. Mais les djihadistes repartent à leur tour à l'assaut en décembre, ils reprennent la ville et rétablissent le siège de la raffinerie,. En avril et en mai 2015, les forces de l'EI s'emparent d'une grande partie de la raffinerie,,,,. Finalement en juin, des renforts arrivent à Baïji et brisent une nouvelle fois le siège de la raffinerie avant de commencer la reconquête de la ville. Celle-ci repasse entièrement sous le contrôle des forces irakiennes en octobre 2015,,,,.

### Le front ouest: Progression de l'État islamique dans la province d'al-Anbar (d'août 2014 à mai 2015)

Carte de la situation des villes de la province d'al-Anbar en janvier 2014.

Malgré l'intervention militaire de la coalition, l'État islamique continue de progresser pendant plusieurs mois dans la province d'al-Anbar. Le 21 septembre 2014, les djihadistes prennent d'assaut le camp de Saklaouiya, près de Falloujah, tuant ou capturant 400 à 600 soldats irakiens. Le 2 octobre, ils attaquent la ville de Hit et s'en emparent le 12,,. L'État islamique contrôle alors 85 % de la province d'al-Anbar. Cette progression s'accompagne, fin octobre, de massacres contre la tribu sunnite des Albou Nimr, qui avait pris le parti du gouvernement irakien. Ces exécutions dans les environs de Hit font environ 300 à 500 morts, dont une cinquantaine de femmes et d'enfants,,.
Le 21 novembre 2014, l'État islamique lance une importante offensive sur Ramadi, qui est attaquée de tous les côtés,. Rapidement, les djihadistes s'emparent de 30 % de la ville et atteignent son centre,.
Le 6 janvier 2015, les troupes de l'EI s'emparent de la ville d'Al-Jubba et le 12 février, elles prennent Khan al Baghdadi (en), assiégée depuis des mois. 
En avril 2015, l'État islamique enfonce les lignes irakiennes et s'empare de plusieurs quartiers et villages à Ramadi,. Début mai, les familles de miliciens sunnites anti-EI fuient la province et pour tenter de se réfugier à Bagdad, mais le gouvernement irakien refuse de les laisser entrer dans la capitale. Le 14 mai, Abou Bakr al-Baghdadi déclare dans un message audio que la « porte de la repentance est ouverte », il promet le pardon aux miliciens, militaires et policiers sunnites qui déposeront les armes et encourage les familles sunnites refoulées à Bagdad à revenir à Anbar. Ces déclarations semblent avoir eu un échos chez les combattants sunnites anti-EI, abandonnés par le gouvernement central et démoralisés,. Le lendemain de ce message audio, l'État islamique reprend son offensive sur Ramadi. Le 15 mai, il attaque le complexe gouvernemental et prend le contrôle de presque toute la ville,. Mal soutenues par le gouvernement irakien qui refuse de les armer, les milices sunnites anti-EI finissent par battre en retraite après de long mois de combats. Le 17 mai, la ville de Ramadi tombe entièrement aux mains de l'État islamique au terme d'affrontements très violents, 500 à 800 militaires et civils sont tués en 48 heures,,. Plus de 55 000 civils fuient également la ville,.
Le 24 mai, le gouvernement irakien perd Al-Walid (en), son dernier poste-frontière avec la Syrie, qui est abandonné par ses troupes et pris par l'EI.
La province d'al-Anbar est alors presque totalement tenue par l'État islamique. Les forces irakiennes ne contrôlent alors plus que les villes de Haditha et Aamriyat Falloujah, ainsi que les bases militaires de Habaniyeh et de Baghdadi.

### Reconquête de Ramadi et Falloujah (de mai 2015 à juin 2016)
Après la déroute de ses troupes à Ramadi, le gouvernement de Bagdad décide de déployer les Hachd al-Chaabi à Anbar. Une nouvelle ligne de front est formée à Houssaiba Al-Charkiya, entre Ramadi et Falloujah, et des troupes sont rassemblées non loin de là dans la base militaire de Habbaniyya, afin de préparer la contre-offensive,. Le 13 juillet 2015, les forces irakiennes passent à l'offensive pour reprendre la province d'al-Anbar.
Début octobre 2015, les forces irakiennes commencent à se rapprocher progressivement de Ramadi. Après avoir été ralenties fin octobre et début novembre par des pluies torrentielles, elles parviennent à encercler la ville le 26 novembre, puis à y entrer le 7 décembre,. Le 27 décembre, l'armée irakienne annonce que la ville est libérée, mais en réalité plusieurs centaines de djihadistes sont toujours présents dans les quartiers est,. Le 9 février, les positions de l'EI à l'est sont reprises, de même que la ville de Houssaiba Al-Charkiya, située 10 kilomètres à l'est,. Après deux années de guerre, Ramadi est reconquise, mais elle est détruite à plus de 80 %
Après la chute de Ramadi, les forces irakiennes se tournent vers Falloujah qui est encerclée vers janvier ou début février 2016,. À la mi-mars, l'armée irakienne lance l'assaut sur la ville de Hit, qui est reprise le 14 avril après plusieurs semaines de combats,. Le 6 mai, Abou Wahib, le chef de l'État islamique dans la province d'al-Anbar, est tué par une frappe aérienne de la coalition,. Le 16 mai 2016, l'armée irakienne lance une opération pour reprendre Routba, une ville isolée dans le désert au sud-ouest de la province. Elle entre dans la ville le 17 et la reprend entièrement le 19,,,. Cependant le 30 mai, l'EI fait une nouvelle incursion à Hit.

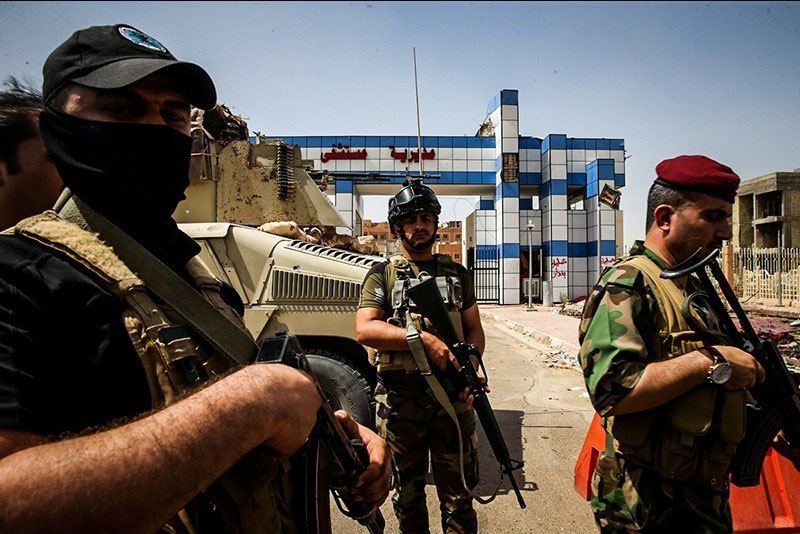
Des militaires irakiens des unités d'élite du contre-terrorisme (ICTF), à Falloujah, le 28 juin 2016.

Le 22 mai, plus de 30 000 soldats et miliciens irakiens appuyés par les avions de la coalition lancent l'assaut sur Falloujah, défendue par 1 000 à 4 000 djihadistes,,. Les combats les plus intenses ont d'abord lieu dans la localité de Saqlawiya (en), au nord-ouest de la ville, où les Hachd al-Chaabi exécutent au moins plusieurs dizaines de civils sunnites et en enlèvent plusieurs centaines d'autres,,. Finalement, l'armée irakienne entre dans Falloujah par le sud le 3 juin et Saqlawiya est prise le 4 juin,. Le 17 juin, l'armée irakienne fait une percée et atteint le centre de la ville,. Le 26 juin, Falloujah est entièrement reconquise,. Les combattants de l'État islamique se replient hors de la ville sur plusieurs centaines de véhicules avec des civils et des membres de leurs familles. Ils font une percée le 28 juin à Amriyat Al-Falloujah, mais un des convoi qui tente de remonter vers Mossoul se retrouve en terrain découvert, à la merci des avions de la coalition. Le convoi est pilonné pendant deux jours, des centaines de véhicules sont détruits et 250 à 440 hommes de l'État islamique sont tués ,. La bataille de Falloujah n'a duré qu'un mois, mais les combats ont été très meurtriers. Les forces irakiennes déplorent plus de 4 000 soldats et miliciens tués ou blessés et selon l'armée, les djihadistes ont laissé 2 500 morts,.
Après la chute de Fallouja, l'État islamique fait exploser un camion piégé dans le quartier chiite de Karrada à Bagdad, le 3 juillet 2016. L'attentat fait 324 morts, soit le bilan le plus lourd en Irak depuis l'attentat de Qahtaniya, en août 2007,,.
Le 3 août, l'armée irakienne et des milices tribales sunnites reprennent le poste-frontière d'Al-Walid (en).

### Incidents dans les zones contrôlées par les forces anti-EI
En janvier 2016, des affrontements éclatent à Bassorah ; des tribus et des groupes armés chiites s'opposent, certains hostiles à l'Iran, accusant le premier ministre Haïder al-Abadi de lui être trop inféodé, d'autres au contraire pro-Iraniens, et dénonçant un rapprochement du gouvernement irakien avec les États-Unis et l'Arabie saoudite,.
En janvier 2016, les Hachd al-Chaabi ravagent les environs de Mouqdadiyah, dans la province de Diyala ; ils détruisent des maisons et de mosquées, commettent des enlèvements et des pillages et exécutent au moins plusieurs dizaines de civils sunnites.
En avril 2016, de violents combats éclatent à Touz Khormatou, dans la province de Salah ad-Din, entre les peshmergas de l'UPK et les miliciens chiites de l'Organisation Badr. Les affrontements font des dizaines de morts jusqu'à ce qu'un accord soit conclu. Mais les tensions demeurent vives entre les deux groupes pour le contrôle de la ville.

### Offensives sur Mossoul (de mars 2016 à juillet 2017)

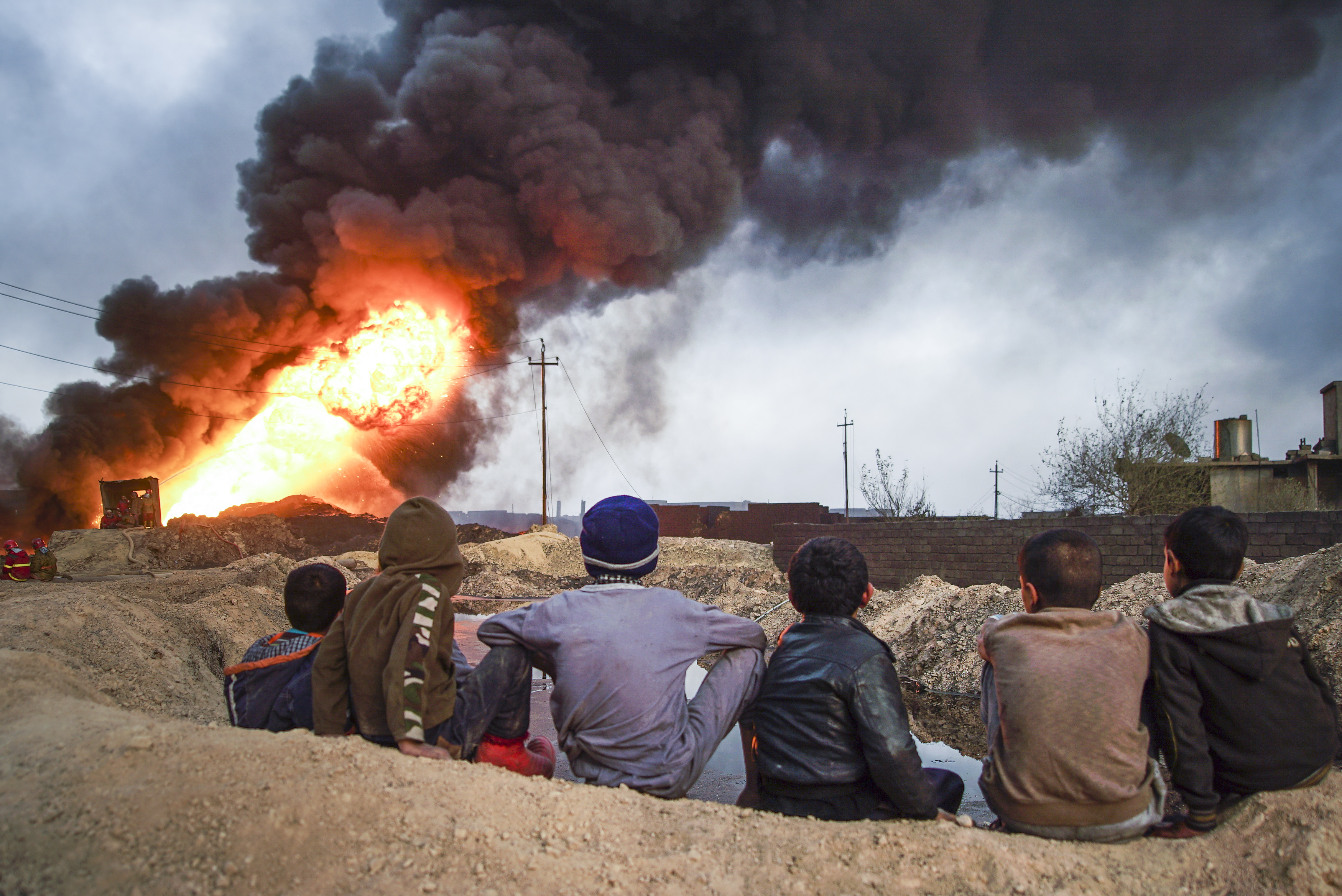
Des enfants observant l'incendie d'un puits de pétrole à Qayyarah, allumé par les djihadistes avant leur départ, 9 novembre 2016.

Le 24 mars 2016, l'armée irakienne lance une offensive afin de reprendre pied dans la province de Ninive. Une division attaque depuis la base de Makhmour et se porte en direction de Qayyarah,,. La progression est lente, les troupes irakiennes n'avancent que d'une quinzaine de kilomètres en trois mois, mais elles finissent par atteindre la rive est du Tigre et les abords de la ville le 4 juillet,,,. Une autre division passe alors à l'attaque au sud, elle contourne la ville d'al-Charqat, toujours occupée par l'EI, et s'empare de la base aérienne de Qayyarah le 9 juillet. Enfin le 23 août, l'armée irakienne pénètre dans la ville de Qayyarah qui est entièrement reconquise le 25. Plus au sud, l'armée irakienne et les milices chiites lancent l'assaut le 20 septembre sur la ville d'al-Charqat, à l'extrême-nord de la province de Salah ad-Din, qui est reprise deux jours plus tard,,,,. Entre-temps l'État islamique avait annoncé le 13 juillet la mort à al-Charqat d'Abou Omar al-Chichani, le commandant en chef de ses forces militaires,.
De leur côté, les peshmergas repoussent le 3 mai, grâce à l'aide de la coalition, une attaque de l'EI à Tel Asqaf, au nord de Mossoul. Puis les 29 et 30 mai, ils mènent une brève offensive dans la région de Khazir, à l'est de Mossoul, s'emparent de neuf villages, revendiquent la mort de 140 djihadistes, et arrivent aux abords des villes chrétiennes de Karamlech et Qaraqosh,. Puis une nouvelle offensive, lancée le 14 août, permet aux peshmergas de prendre en deux jours onze autres villages entre la rivière Khazir et la ville de Qaraqosh,,,,,,.

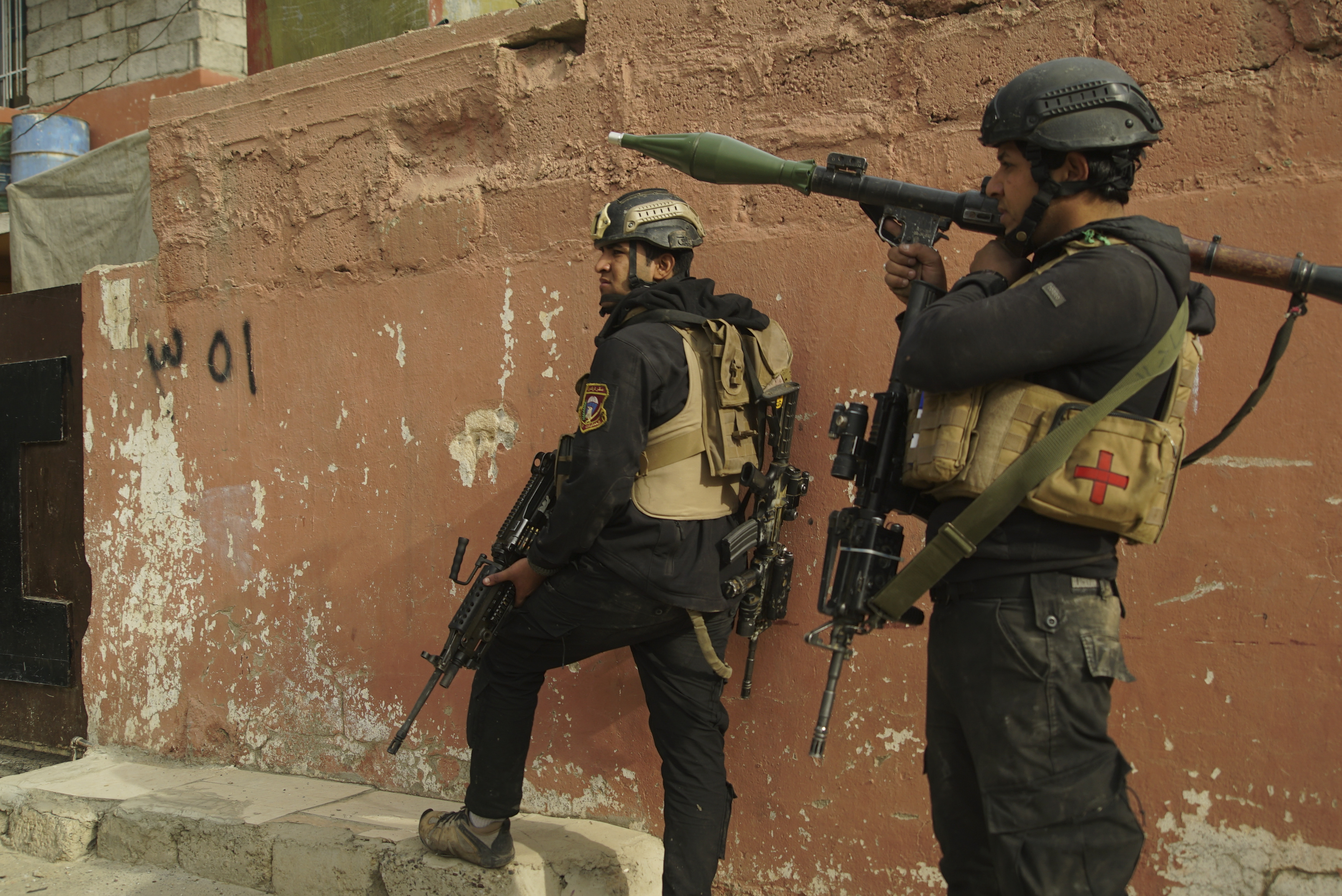
Soldats irakiens des forces spéciales (ICTF) dans les rues de Mossoul, 16 novembre 2016.

L'armée irakienne se déploie quant à elle dans la province de Ninive et fait de Qayyarah son quartier-général. La nuit du 16 au 17 octobre, à deux heures du matin, le Premier ministre irakien Haïder al-Abadi annonce le début de la bataille de Mossoul. Environ 100 000 hommes sont déployés autour de la ville — soldats de l'armée irakienne, peshmergas, Hachd al-Chaabi soutenus par l'Iran, troupes de la Coalition et diverses milices kurdes et arabes sunnites — face aux 3 000 à 9 000 combattants de l'État islamique, mais cette vaste alliance regroupe des organisations et des États rivaux, aux intérêts souvent opposés,,,. Les forces irakiennes attaquent d'abord par le sud et par l'est, depuis des positions situées à une vingtaine ou une trentaine de kilomètres de Mossoul. Les combats ont d'abord lieu dans les villages et les petites villes environnantes. À l'est, les peshmergas atteignent la ville de Bachiqa le 20 octobre, mais ils se heurtent à une forte résistance des djihadistes. De leur côté, les troupes irakiennes reprennent Bartella le 22 octobre, et entrent le même jour dans la ville de Qaraqosh,. La division d'or des forces spéciales irakiennes parvient ensuite à faire une percée à l'est, et le 1er novembre elle prend pied à l'intérieur de Mossoul,. 
Les forces de l'EI tentent alors de mener des diversions sur tous les fronts. Le 21 octobre, une centaine de djihadistes s'infiltrent dans la ville de Kirkouk, tuent près de cent peshmergas, policiers et civils, et se disséminent dans les quartiers de la ville. Les Kurdes reprennent le contrôle de Kirkouk le 24 octobre, après avoir tué ou capturé la quasi-totalité des assaillants,. Le 23 octobre, d'autres djihadistes entrent dans Routba, dans la province d'al-Anbar, ils s'emparent de la moitié de la ville avant d'être finalement repoussés le 26 octobre par une contre-attaque de l'armée irakienne,,. L'EI attaque également sans succès Sinjar le 24 octobre, où il laisse 15 morts. Puis il mène un raid sur al-Charqat le 4 novembre.
Le 29 octobre, les Hachd al-Chaabi passent à leur tour à l'offensive à l'ouest de Mossoul : le 22 novembre, elles coupent la route qui mène la Syrie ; les forces de l'État islamiques se retrouvent alors complètement encerclées dans une poche comprenant les villes de Mossoul et de Tall Afar,. Après avoir pris quelques quartiers en novembre, les troupes irakiennes menées par les forces spéciales de la division d'or piétinent en décembre, mais en janvier 2017 la reconquête de Mossoul s'accélère,. Le 8 janvier, les forces irakiennes atteignent le Tigre et le 22 janvier tous les quartiers à l'est du fleuve sont reconquis. Après quelques semaines de pause, l'offensive reprend le 19 février 2017. Le 23 février, l'aéroport de Mossoul et la base militaire de Ghozlani sont repris par les troupes irakiennes. Le 24 février, ces dernières entrent dans les quartiers ouest,.
Partis de la région de Tall Afar, les milices chiites des Hachd al-Chaabi progressent vers l'ouest et atteignent la frontière syrienne le 29 mai. Le 4 juin, elles s'emparent de la ville d'Al-Baaj sans rencontrer de forte résistance.
À Mossoul, les troupes irakiennes progressent pendant ce temps dans les quartiers ouest est acculent progressivement les djihadistes dans la vieille-ville, aux abords du fleuve Tigre. Le 18 juin, l'armée irakienne annonce le début de son offensive sur la vieille ville. Les combats y sont les plus violents depuis le début de la bataille. Le 26 juin, les troupes irakiennes s'emparent de la Grande mosquée al-Nouri, détruite par l'État islamique une semaine plus tôt, là où Abou Bakr al-Baghdadi était apparu pour la première fois le 4 juillet 2014, quelques jours après la proclamation du califat,. Le 10 juillet 2017, le Premier ministre irakien Haïder al-Abadi proclame la victoire de l'armée irakienne à Mossoul. La dernière poche de résistance djihadiste tombe le 16 juillet.

### Offensives sur Tall Afar et Hawija (de juillet à novembre 2017)

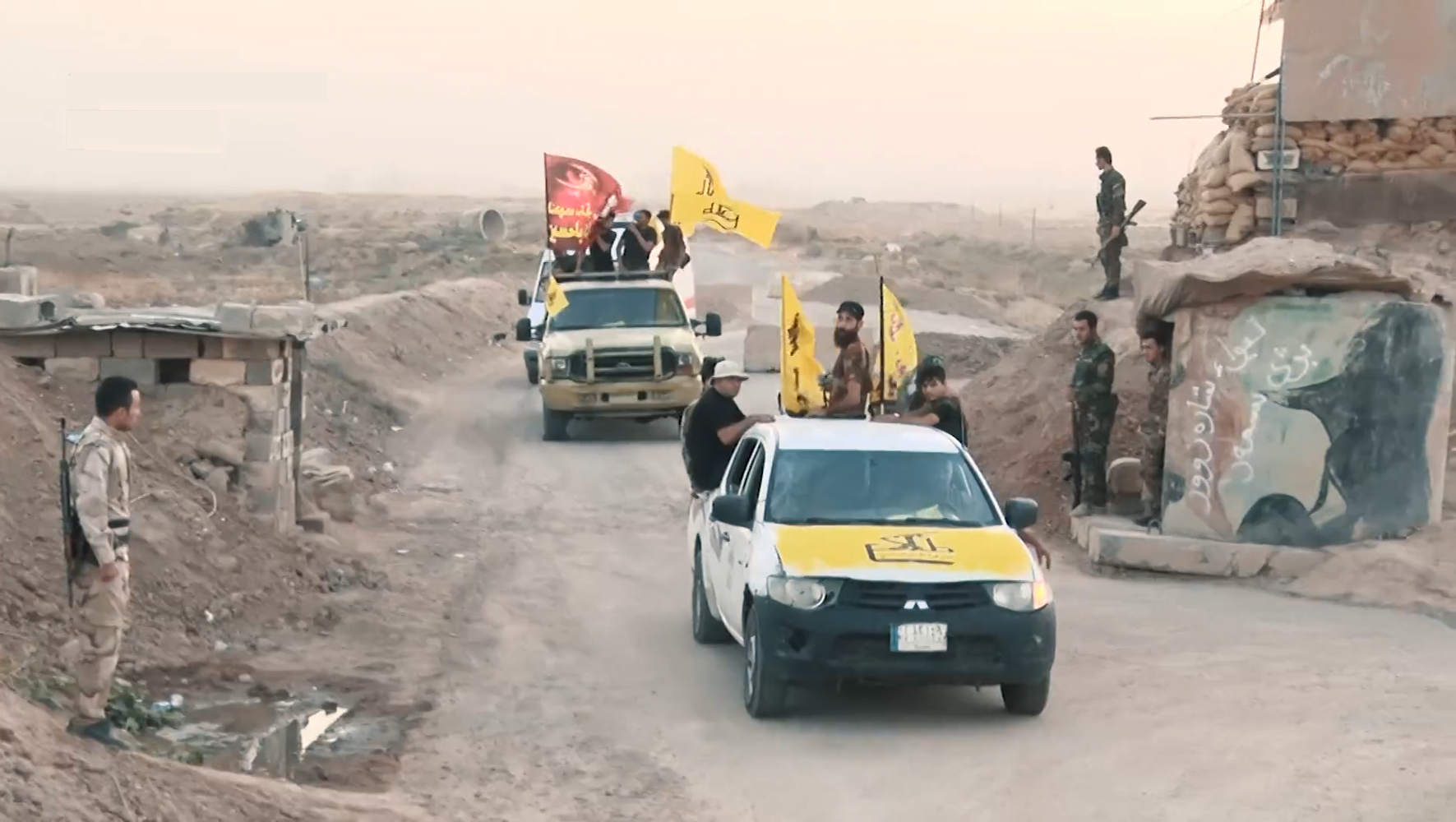
Des miliciens de Saraya al-Khorasani lors de la bataille de Hawija, le 27 septembre 2017.

Après la reconquête de Mossoul, trois poches restent tenues par l'État islamique en Irak : Tall Afar, près de Mossoul ; Hawija, près de Kirkouk ; et Al-Qaïm, au nord-ouest de la province d'al-Anbar.
Le 20 août, l'armée irakienne et les Hachd al-Chaabi commencent par attaquer Tall Afar. Cette fois, les défenses de l'État islamique s'effondrent rapidement : la ville est reprise dès le 27 août et les djihadistes, encerclés, opposent une ultime résistance dans le village d'al-Ayadiya, qui tombe à son tour le 31 août,.
Le 21 septembre, l'armée irakienne et ses alliés passent ensuite à l'offensive dans la région de Hawija. La ville est reprise le 5 octobre, et le 11, après d'ultime opérations dans les villages environnants, l'armée irakienne annonce la fin de son offensive,.

### Tensions au Kurdistan (septembre et octobre 2017)
Le 25 septembre 2017, la tenue d'un référendum sur l'indépendance du Kurdistan irakien provoque de fortes tensions entre le gouvernement régional du Kurdistan et le gouvernement de Bagdad. 
Le 13 octobre, l'armée irakienne, la police fédérale et les Hachd al-Chaabi lancent une première opération militaire dans la région de Kirkouk. Elles s'emparent de la Base-102 sans rencontrer de résistance de la part des Kurdes, mais plusieurs milliers de peshmergas se déploient pour défendre la ville. Le 16 octobre, les forces de Bagdad passent à l'offensive et reprennent en quelques heures Kirkouk et ses environs, presque sans rencontrer de résistance de la part des peshmergas de l'UPK. Des dizaines de milliers d'habitants fuient la ville. La ville de Touz Khormatou est également prise par les Irakiens ; 35 000 habitants prennent la fuite et des centaines de maisons habitées par des Kurdes sont pillées, incendiées et détruites. Le matin du 17 octobre, l'armée irakienne et les Hachd al-Chaabi reprennent Sinjar, que les peshmergas du PDK abandonnent sans combattre ; la ville passe alors sous le contrôle du groupe Lalesh, une milice yézidie ralliée au gouvernement de Bagdad et intégrée aux Hachd,,. En revanche, les groupes du PKK maintiennent leurs positions dans les Monts Sinjar. Le même jour, les villes de Bachiqa, Makhmour, Jalula, Khanaqin et presque tous les champs pétroliers de la région de Kirkouk sont repris par les forces irakiennes, une fois encore presque sans résistance,. Les Kurdes perdent alors en 48 heures presque tous leurs grains réalisés lors du conflit contre l'État islamique ; le gouvernement régional du Kurdistan retrouve à peu près ses frontières de 2014 et les divisions s'accentuent entre le PDK et l'UPK, qui s'accusent mutuellement d'être responsables de la déroute,.
Le 20 octobre, l'armée irakienne reprend aux peshmergas la totalité de la province de Kirkouk, cette fois après de violents combats dans la région d'Altun Kupri.
Le 25 octobre, le Kurdistan irakien se déclare prêt à geler les résultats de son référendum d'indépendance et demande « cessez-le-feu immédiat ». Mais le lendemain, l'armée irakienne et les Hachd al-Chaabi lancent une offensive contre le poste-frontière de Habour (en) — ou Fichkhabour, à la frontière avec la Turquie — près de Zakho, et se heurtent à l'opposition des peshmergas,. Une trêve est conclue le 27 octobre. Le 31 octobre, l'armée irakienne prend le contrôle du poste-frontière de Habour.
Le 1er novembre, Massoud Barzani quitte la présidence du Gouvernement régional du Kurdistan.

### Offensive sur al-Qaïm (octobre à décembre 2017)

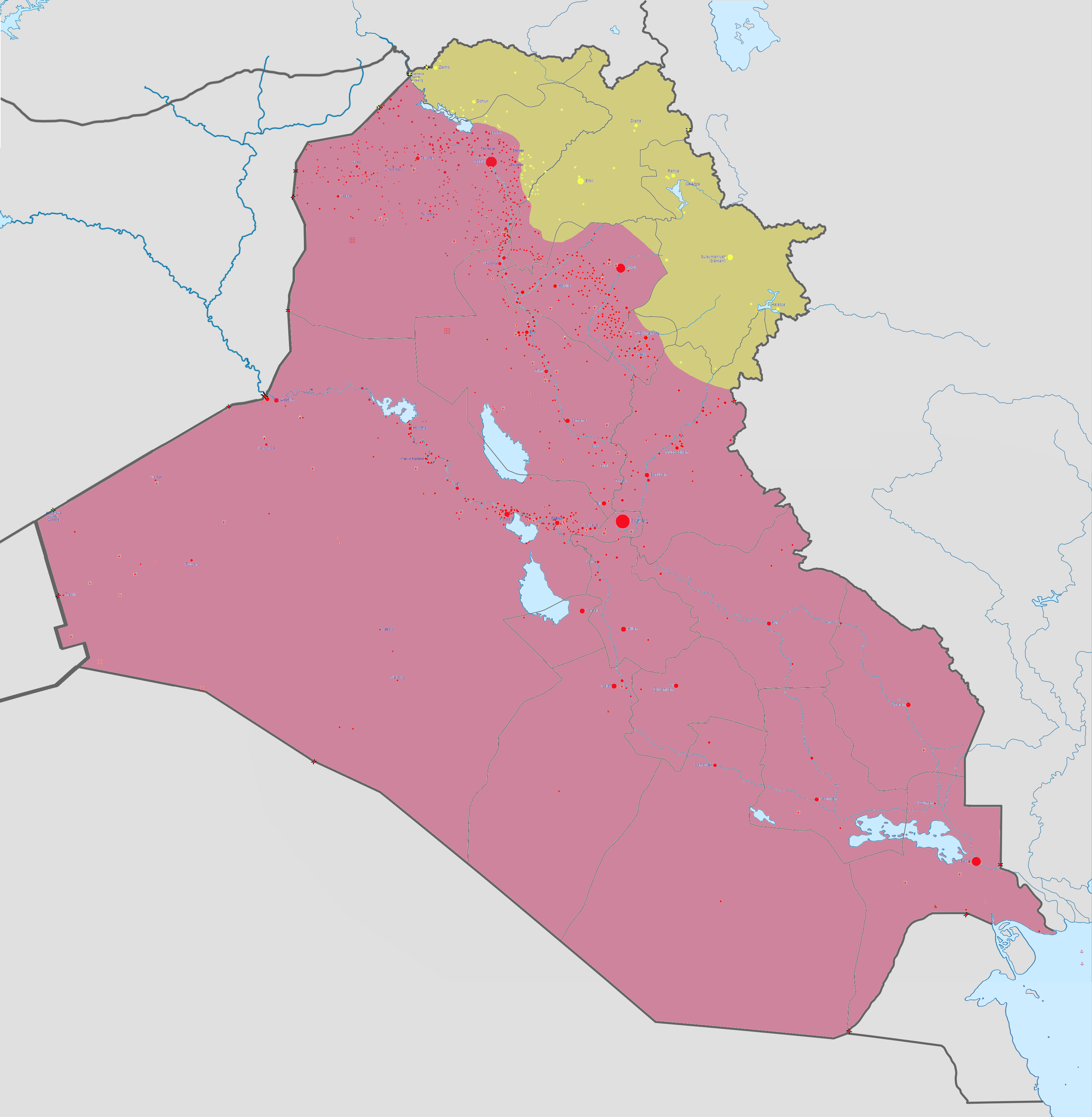
Situation en Irak en novembre 2017 :
Territoire irakien sous contrôle du  gouvernement central irakien et des milices chiites.
Région autonome sous le contrôle du gouvernement du Kurdistan irakien.
Territoire contrôlé par le PKK
Territoire irakien contrôlé par l'État islamique.

Après les prises de Tall Afar et de Hawija, la dernière poche tenue en Irak par l'État islamique se situe au nord-ouest de la province d'al-Anbar, dans la région d'al-Qaïm. Après avoir préalablement repris les villes d'Akachat le 16 septembre, et d'Anah le 21 septembre, l'armée irakienne et les Hachd al-Chaabi lancent l'offensive sur al-Qaïm le 26 octobre. Le 3 novembre, les troupes de Bagdad entrent dans la ville par le sud et s'en emparent le jour même, ainsi que son poste-frontière avec la Syrie. Rawa, située à l'est d'al-Qaïm, est la dernière ville contrôlée en Irak par l'État islamique ; elle est finalement reprise sans grande résistance le 17 novembre. L'État islamique perd alors la dernière ville qu'il contrôlait en Irak ; les derniers djihadistes se replient alors dans le désert d'al-Anbar, ratissé par l'armée irakienne et les milices sunnites,.
Le 9 décembre, les forces irakiennes atteignent finalement la frontière syrienne ; le Premier ministre Haïder al-Abadi annonce alors la « fin de la guerre » contre l'État islamique.

## Suites
Malgré ses défaites et la perte de son assise territoriale, l'État islamique reste actif en Irak et poursuit des actions de guérilla et de terrorisme. Ses quelques milliers de combattants restants, divisés en petits groupes, se signalent principalement dans les monts Hamrin, près de Hawija, dans les environs de Samarra, ainsi que dans les zones désertiques d'Al-Baaj et de l'ouest de la province d'al-Anbar. Le mont Qarachok, au sud de Mossoul, dont les entrailles sont truffées de cavernes et de galeries, devient un sanctuaire pour les djihadistes.
Des accrochages continuent d'avoir lieu : le 18 février 2018, 27 miliciens des Hachd al-Chaabi sont tués près de Hawija dans une embuscade tendue par des hommes de l'État islamique déguisés en soldats irakiens. Le 11 avril 2019, le porte-parole du Commandement militaire irakien (ar), le général Yehia Rasool (ar), annonce que les unités du contre-terrorisme, appuyées par l'aviation irakienne et de la Coalition internationale ont mené une opération de 4 jours pour déloger les djihadistes des monts Hamrine, au nord de Bagdad : 15 QG djihadistes sont détruits et les troupes irakiennes mette la main sur l'imprimerie où l'EI produisait son magazine hebdomadaire de propagande al-Naba.
Le 29 août 2024, les forces américaines et irakiennes mènent un raid contre un groupe de combattants de l'État islamique dans l'ouest de l'Irak : 15 djihadistes sont tués et sept militaires américains sont blessés dans l'opération.

## Répression
Les islamistes présumés arrêtés par les forces de sécurité irakiennes sont régulièrement condamnés à mort et exécutés lors d'exécutions collectives de masse. La plupart des exécutions se déroulent à la prison de Nassiriya,,.
Ainsi, le 21 août 2016, 36 hommes soupçonnés d'avoir pris part au massacre de 1 700 recrues militaires en 2014 perpétré par l'État islamique sont pendus. Le 20 janvier 2017, 31 personnes également soupçonnés d'avoir participé à ce massacre subissent un sort identique.
Le 24 septembre 2017, 42 personnes, accusées d'enlèvements, assassinats et conception d'engins explosifs et/ou de voitures piégées, sont mises à mort par les autorités irakiennes. Le 14 décembre 2017, quelques jours après la reprises des derniers bastions islamistes par l'armée irakienne, 38 personnes condamnées à mort pour appartenance à l'État islamique et Al-Qaïda sont à leur tour pendues. Au total, au moins 111 personnes sont pendues en Irak pendant l'année 2017.
Ces mesures répressives suscitent régulièrement des critiques de la part d'organisations internationales et des ONG de défense des droits de l'Homme; pour qui les procès ayant abouti aux condamnations à mort sont iniques, régulièrement entachés de violations des droits humains élémentaires dont des aveux extorqués sous la torture; et qui appellent le pays à instaurer un moratoire visant à abolir à terme la peine capitale. Le nombre des personnes emprisonnées en Irak pour des liens présumés avec l'État islamique est estimé à environ 20 000. En juillet 2019, Human Rights Watch dénonce la promiscuité des prisons irakiennes, où s'entassent des milliers d'hommes, de femmes et d'enfants.
Selon Human Rights Watch, des « exécutions massives » sont commises près de Zoumar, entre le 28 août et le 3 septembre 2017, par les Assayech, les forces de police kurdes. Selon l'ONG, de nombreux membres de l'État islamique — peut-être plusieurs centaines d'hommes — sont exécutés de nuit d'une balle dans la tête et leurs corps sont enterrés dans une fosse commune.
En avril 2018, les sources judiciaires de l'AFP affirment qu'environ 300 prisonniers ont été condamnés à mort, dont une centaine d'étrangers, et autant à la prison à perpétuité.
Le 28 juin 2018, le premier ministre irakien Haïder al-Abadi ordonne l'« exécution immédiate » des centaines de djihadistes condamnés à mort, dont des femmes et des étrangers. Le jour même, 13 condamnés sont pendus dans la prison de Nassiriya.
Entre le début de l'année 2018 et juin 2019, plus de 500 djihadistes étrangers sont condamnés à mort en Irak, mais aucun n'est exécuté pendant cette période.
Au total, au moins 52 personnes sont exécutées en Irak en 2018 selon Amnesty International et plus de 100 autres le sont entre janvier et août 2019 selon la Haute Commission irakienne des droits de l'homme. En août 2019, les 26 prisons irakiennes détiennent 37 113 prisonniers, parmi lesquelles 18 306 sont emprisonnées pour terrorisme. Le nombre des personnes condamnées à mort en Irak est de 8 022.
Le 16 novembre 2020, 21 Irakiens, condamnés pour « terrorisme », sont pendus à la prison de Nassiriya. Le lendemain, la haute commissaire aux droits de l'Homme de l'ONU, Michelle Bachelet, se dit « profondément troublée » et demande aux autorités irakiennes « de stopper toute future exécution ». Elle ajoute : « Notre évaluation de la façon dont est rendu la justice en Irak dans les cas de terrorisme montre des fréquentes violations des droits à un procès équitable, une représentation légale inefficace, une trop grande confiance dans les aveux et de nombreuses accusations de torture et de mauvais traitements ». 
Dans la prison de Nassiriya, trois condamnés pour « terrorisme » sont pendus le 25 janvier 2021, cinq autres le 9 février, et trois encore le 3 mars. Ces exécutions surviennent à la suite d'un attentat à Bagdad ayant fait 32 morts,,. 

## Bilan humain

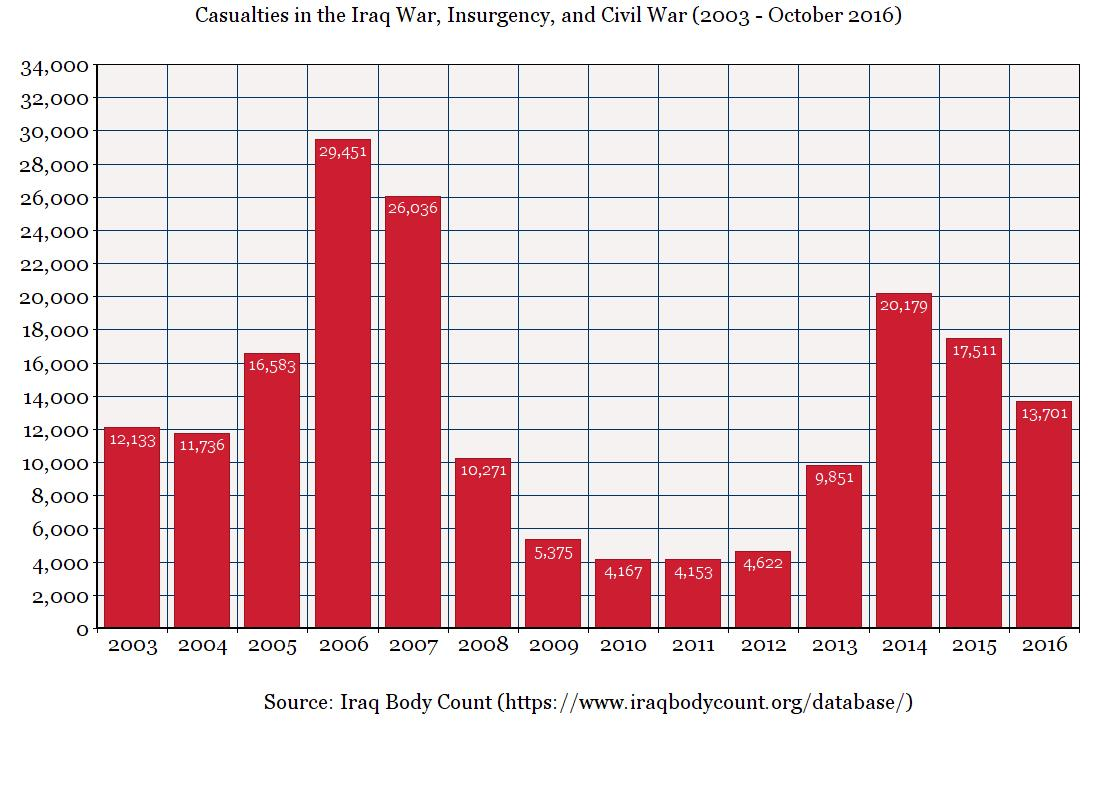
Pertes annuelles irakiennes civiles et militaires dues à l'insurrection selon Iraq Body Count, 2003-2016.

### Pertes des forces gouvernementales irakiennes
- Selon les déclarations du ministère irakien de l'Intérieur (en), le 13 décembre 2017, le conflit a coûté la vie à 26 000 soldats irakiens et 28 000 autres ont été blessés durant les quatre années de guerre contre l'État islamique[17].
- En janvier 2020, Ahmed al-Assadi (en), porte-parole des Hachd al-Chaabi, annonce que 9 000 miliciens ont été tués et 23 000 blessés au cours du conflit[18].
- La Mission d'assistance de l'ONU en Irak (MANUI) relève 16 457 morts et 13 399 blessés parmi les forces de sécurité irakiennes — peshmergas et miliciens inclus — de janvier 2014 à décembre 2016. La MANUI indique cependant que ce bilan est partiel et que toutes les victimes n'ont pas pu être recensées[28].

### Pertes du Gouvernement régional du Kurdistan
- Selon le secrétaire général de la présidence kurde Fouad Hussein, 150 combattants kurdes ont été tués et plus de 500 autres blessés en juin et juillet 2014[448].
- Le 10 décembre 2014, le Gouvernement régional du Kurdistan déclare que les pertes de ses peshmergas, assayech et policiers ont été depuis le 9 juin 2014 de 727 tués, 3 564 blessés et 34 disparus[449].
- Fin octobre 2015, Saadi Ahmed Pira, membre du bureau politique de l'Union patriotique du Kurdistan, fait état de 1 350 « martyrs » chez les peshmergas[450].
- Selon le Gouvernement régional du Kurdistan, de juin 2014 au 21 novembre 2016, les pertes des peshmergas s'élèvent à 1 604 morts, 9 461 blessés et 62 disparus[21].
- Le 4 juin 2017, un article publié sur Iraqi News indique que les miliciens kurdes ont perdu 1 760 hommes[19], tandis qu'un article publié sur le journal kurde BasNews le 23 janvier 2017 affirme que 9 725 combattants kurdes ont été blessés au cours des combats[20].

### Pertes iraniennes
- Selon un responsable du ministère irakien de l'Intérieur, 29 soldats iraniens ont été tués en Irak au cours du mois de décembre 2014[451].
- Selon les avis de décès publiés sur un compte Instagram lié aux Gardiens de la révolution iraniens, au moins 346 combattants iraniens et afghans soutenus par l'Iran ont été tués dans la guerre civile syrienne et la guerre civile irakienne de 2015 au milieu de 2016[452].
- Selon Ali Alfoneh, chercheur émérite au sein du Centre Rafik Hariri pour le Moyen-Orient auprès du think tank américain Atlantic Council et spécialiste de l'Iran, au moins 42 soldats iraniens auraient péri d'avril 2014 à octobre 2017[23].
- Le 7 mars 2017, Mohammad Ali Shahidi Mahalati, chef de la fondation des martyrs et vétérans iraniens, déclare que 2 100 combattants « sont tombés en martyrs aussi bien en Irak qu'ailleurs »[453].

### Pertes du PKK
Selon Cemil Bayik, chef du PKK, son mouvement a perdu 180 combattants en Irak, de 2014 à janvier 2016.

### Pertes de l'État islamique et des rebelles irakiens
La coalition internationale revendique la mort de 80 000 djihadistes en Irak et en Syrie, entre août 2014 et octobre 2017. Cependant ce bilan est probablement surévalué.
La France revendique la mort de 1 000 djihadistes en Irak et en Syrie entre août 2014 et janvier 2016 et le Royaume-Uni estime avoir tué approximativement 330 combattants de l'EI en Irak entre septembre 2014 et le 31 août 2015.

### Pertes civiles
- 30 634 morts et 56 351 blessés au moins, de décembre 2013 à décembre 2017, selon la Mission d'assistance de l'ONU en Irak (MANUI), qui indique cependant que ce bilan est partiel et que toutes les victimes n'ont pas pu être recensées[28]..
- 68 502 morts au moins, de décembre 2013 à décembre 2017, selon Iraq Body Count[29].

| Pertes irakiennes | Jan   | Fév   | Mar   | Avr   | Mai   | Juin  | Juil  | Août  | Sept  | Oct   | Nov   | Déc   | Total  |
| ----------------- | ----- | ----- | ----- | ----- | ----- | ----- | ----- | ----- | ----- | ----- | ----- | ----- | ------ |
| 2014              | 1 097 | 972   | 1 029 | 1 037 | 1 100 | 4 088 | 1 580 | 3 340 | 1 474 | 1 738 | 1 436 | 1 327 | 20 218 |
| 2015              | 1 490 | 1 625 | 1 105 | 2 013 | 1 295 | 1 355 | 1 845 | 1 991 | 1 445 | 1 297 | 1 021 | 1 096 | 17 578 |
| 2016              | 1 374 | 1 258 | 1 459 | 1 192 | 1 276 | 1 405 | 1 280 | 1 375 | 935   | 1 970 | 1 738 | 1 131 | 16 393 |
| 2017              | 1 119 | 982   | 1 920 | 1 816 | 1 871 | 1 858 | 1 498 | 597   | 490   | 397   | 348   | 291   | 13 187 |

### Autres estimations
Selon Mushing on Iraq, le conflit au cours de l'année 2015 a fait au moins 25 000 morts, dont 3 924 militaires et policiers irakiens, 2 474 miliciens des Hachd al-Chaabi, 640 combattants du PKK, 613 peshmergas, 434 sahawat, 30 assayech, 20 volontaire de la milice du gouverneur de Ninive Athil al-Noujaïfi, 10 combattants des YPG, 8 miliciens yézidis, 2 combattants du PJAK, 2 Iraniens du Corps des Gardiens de la révolution islamique et 1 soldat américain. Mushing on Iraq souligne cependant qu'il s'agit d'un bilan minimum.

### Pertes américaines
Dans la nuit du 21 au 22 octobre 2015, à la demande du Kurdistan irakien, des forces spéciales américaine soutiennent les peshmergas pendant une mission visant à libérer 70 otages de l'EI près de Hawija. Un soldat américain est mortellement blessé dans l'intervention,,,,.
En mars 2016, un soldat américain est tué par l'EI sur la base de Makhmour.
Un soldat, membre des Navy Seals, est tué par l'EI le 3 mai 2016 dans la région de Mossoul. Les soldats américains conseillaient et assistaient les peshmergas quand des combattants de l'EI ont lancé l'offensive.

### Pertes canadiennes
En mars 2015, le sergent canadien Andrew Joseph Doiron, un soldat des forces spéciales présentes en Irak, est tué par un tir allié. De fait, le 7 mars 2015, des soldats des FOS (Forces des Opérations Spéciales) ont été pris sous les tirs amis de peshmergas alors qu'ils revenaient en territoire allié, visiblement par erreur. Dans l'attaque, Andrew Joseph Doiron a été mortellement touché et trois autres soldats blessés,,.

### Bilan total
Armed Conflict Location and Event Data project (ACLED), un projet de l'Université du Sussex, affirme avoir recensé au moins 56 023 morts pendant l'année 2016 (dont 10 627 civils) et 32 671 morts pendant l'année 2017 (dont 7 569 civils).

## Crimes de guerre, crimes contre l'humanité, génocide et terrorisme

### Exactions de l'État islamique
Le 6 novembre 2018, l'ONU annonce que 202 charniers ont été découverts dans les zones qui étaient contrôlées en Irak par l'État islamique entre 2014 et 2017,. Selon un rapport de la mission d’assistance en Irak (MANUI) et du Haut-Commissariat des Nations unies aux droits de l'homme (HCDH), ces fosses communes pourraient renfermer jusqu'à 12 000 corps,. En novembre 2018, la MANUI et le HCDH indique qu'à cette date 28 fosses ont été fouillées et 1 258 corps exhumés,.
Les massacres de Sinjar commis en août 2014 contre la minorité yézidie sont qualifiés de génocide par le Haut-Commissariat des Nations unies aux droits de l'homme. Selon l'ONU, ces massacres ont fait entre 2 000 et 5 500 morts et plus de 6 000 personnes ont été enlevées, en grande majorité des femmes et des enfants,.
La Global Terrorism Database (GTD) tenue par l'université du Maryland dénombre 9 565 morts en Irak dans les attentats commis d'avril 2013 à novembre 2015. Parmi les attaques les plus meurtrières, figurent l'attentat de Khan Bani Saad du 17 juillet 2015, l'attentat de Bagdad du 17 mai 2016 et l'attentat de Bagdad du 3 juillet 2016.
Le 21 septembre 2017, le Conseil de sécurité des Nations unies adopte une résolution par laquelle elle crée une équipe d'enquête chargée de collecter les preuves des crimes commis en Irak par l'État islamique,. Fin mai 2018, l'avocat britannique Karim Khan est nommé à la tête de cette équipe,.

## Réfugiés
En décembre 2014, Amnesty International comptabilise plus de deux millions de déplacés en Irak lors de l'année 2014, dont environ 946 266 déplacés recensés dans le Kurdistan irakien, de janvier à août dans trois vagues de déplacement, soit 48 % des réfugiés d'Irak. De plus selon RFI, au moins 100 000 Yézidis trouvent refuge en août dans le Kurdistan turc.

### Cartographie
- Pierre Breteau et Jules Grandin, Syrie-Irak : deux années de guerre cartographiées, acteur par acteur, Le Monde, 19 janvier 2016.